# Província de Lviv

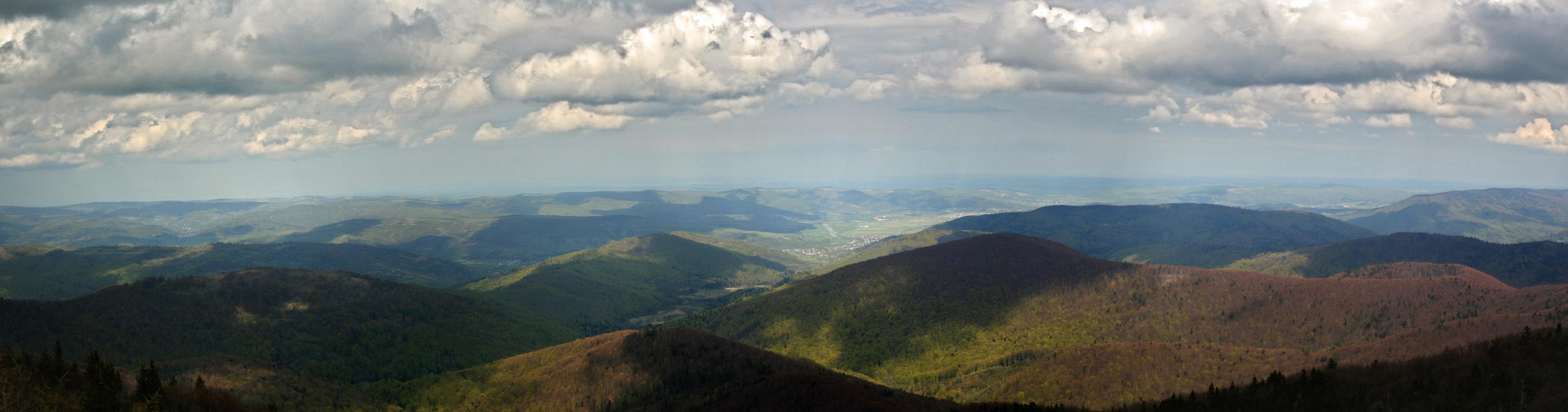
Parc natural dels Beskids de Skole, vista panoràmica.

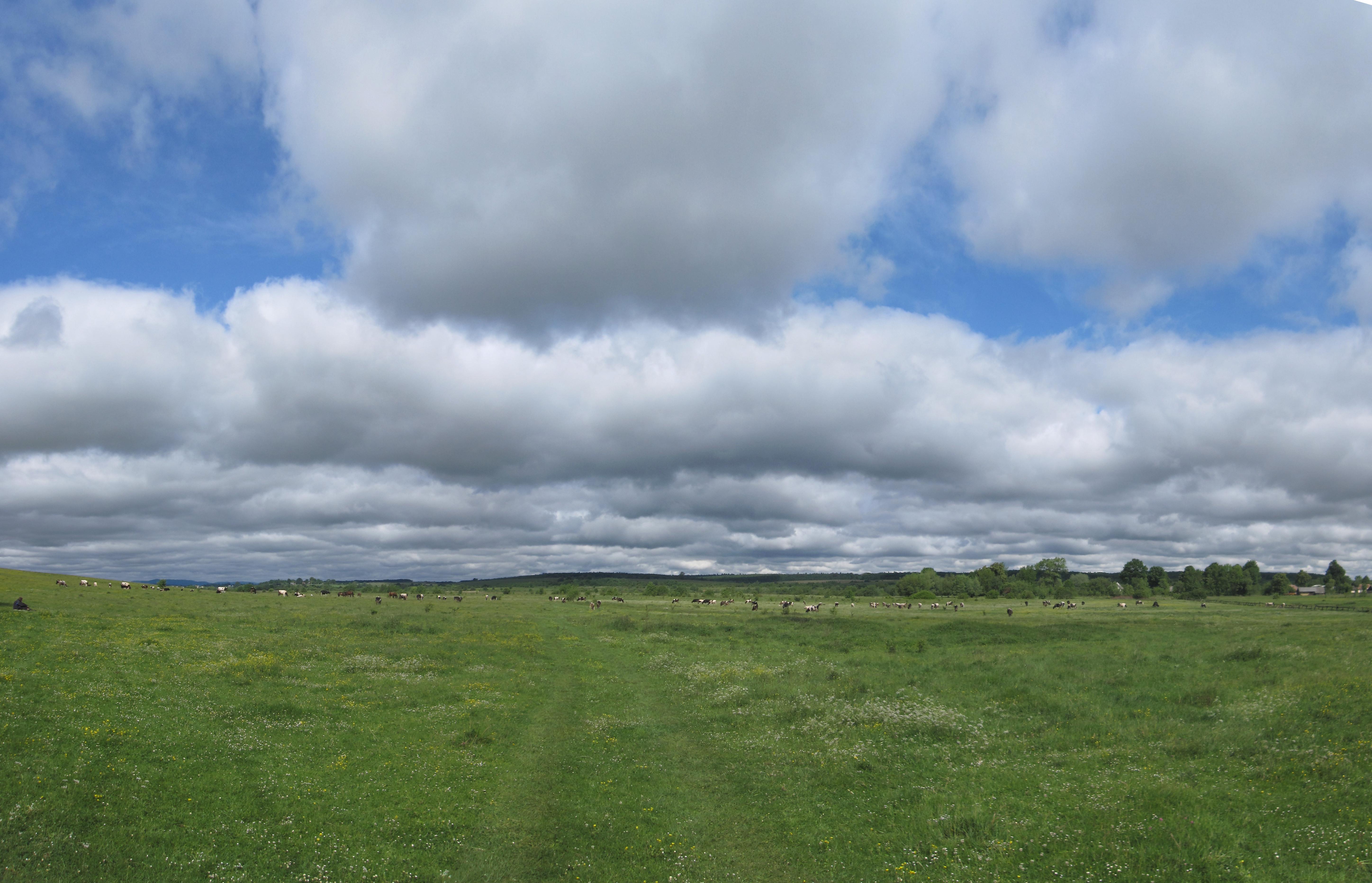
Prats a la plana lleugerament ondulada prop del poble de Drohóbytx

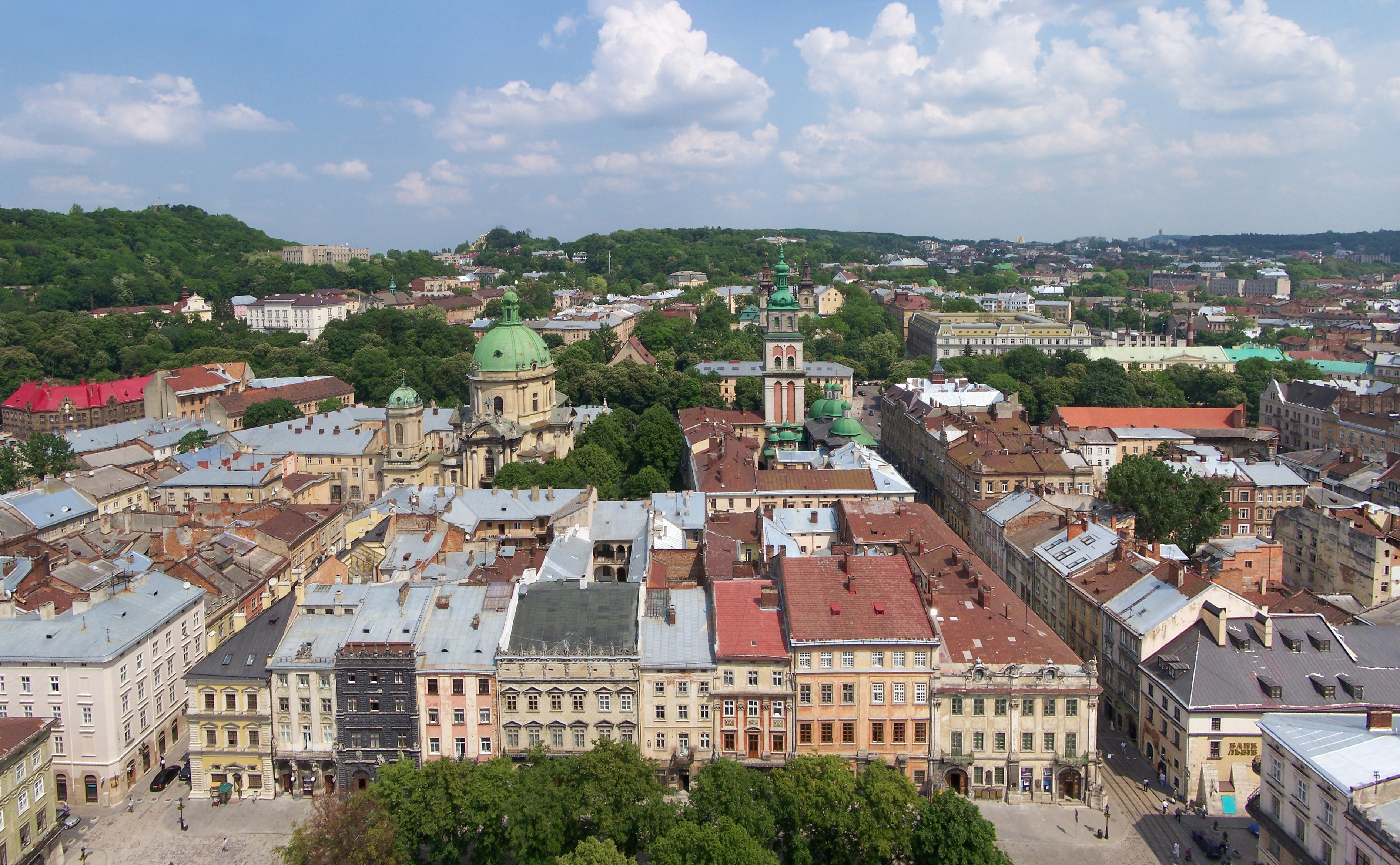
Vista d'una part de la ciutat vella de Lviv, amb la Plaça del Mercat a primer pla.

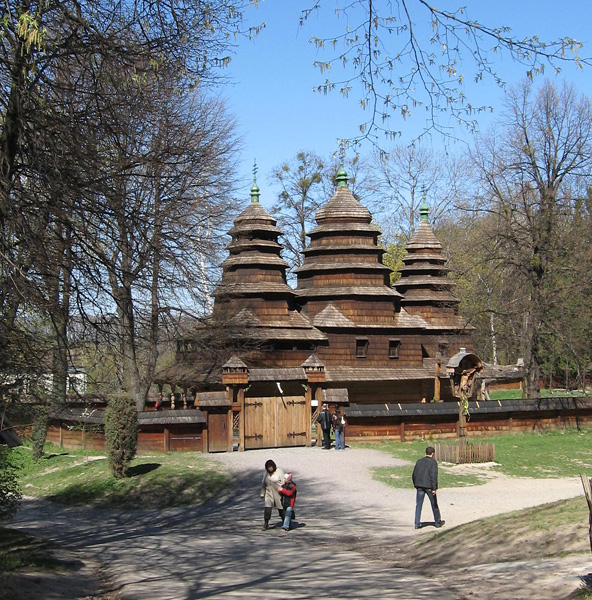
Església de Krivki, a Lviv.

La província de Lviv (en ucraïnès: Льві́вська о́бласть, transcrit: Lvivska óblast, transliterat amb el sistema internacional: L'vivs'ka oblast; nom informal: Львівщина, transcrit: Lvívsxyna, transliterat: L'vivsxyna o L'vivxtxyna) és una óblast (província) de la Ucraïna Occidental. Forma part de la regió històrica de Halitxtinà i conté el massís dels Beskids o Beskydy (Бески́ди), la part dels Carpats on neix el poderós Dnièster, a prop del poble de Vovtxe. La capital, Lviv (Львів), és un dels centres culturals i literaris més importants del país, sobretot quant a tot allò que està relacionat amb Ucraïna, com ara la cultura, la llengua, els costums, etc. El centre històric fou declarat com a patrimoni de la humanitat per la UNESCO.
Limita amb Polònia a l'oest, amb els voivodats de Lublin (polonès: województwo Lubelskie) i de Subcarpàcia (polonès: województwo Podkarpackie), al nord i nord-est amb les províncies de Volínia i Rivne, amb les províncies de Ternòpill i d'Ivano-Frankivsk al sud-est, i amb la de Transcarpàcia al sud.

## Geografia física

### Relleu
El terreny de la província de Lviv és molt variat. El sud és ocupat pels Beskydy o Beskyds baixos (Бескиди), uns massissos que formen part dels Carpats i transcorren en sentit nord-oest - sud-est de forma paral·lela i recobertes de bosc secundari dominat per les coníferes. El pic més alt dins de la província és el Pikui (Пікуй, 1.405 m).
Al nord d'aquests massissos, hi ha l'ample vall de l'alt Dnister i la vall més petita de l'alt Sian. Són planes fluvials inundables recobertes de dipòsits al·luvials. Entre aquestes valls i els Beskydy, hi ha la terra alta dels Precarpats, recoberta de bosc caducifoli, on es troben alguns coneguts balnearis d'aigües minerals (com ara Truskavets, i Mórxyn, on embotellen aigua també). També és una de les regions d'extracció industrial de petroli i gas natural més antigues del planeta. Aquests dipòsits ja estan gairebé esgotats.
Al centre de la província, hi ha els pujols de Roztótxia o Roztótxtxia (ucraïnès: Розточчя, Roztótxtxia; polonès: Roztocze), un sistema de pujols compartit entre Polònia i Ucraïna que arriben als 409 metres d'altura (precisament a Lviv). És una regió molt boscosa.
Més cap al nord hi ha l'Opíl·lia (Опі́лля) i una part de la "terra alta" de Podíl·lia (Поді́лля). Durant l'època soviètica s'explotaven mines per extreure sulfur a la regió. Aquestes dues regions són densament poblades amb molt terreny cultivat, ja que el sol consisteix en una capa de loess, fèrtil per a l'agricultura.
Al centre-nord, hi ha la regió de la Petita Polèssia, terra baixa que està geogràficament aïllada de la resta de Polèssia però que té un relleu i paisatges similars (planes amb dipòsits fluvioglacials i boscs de coníferes). El nord de tot de la província ja forma part de la "terra alta" de Volýn, també amb sol de loess. És una regió minera amb dipòsits de carbó.

### Hidrografia

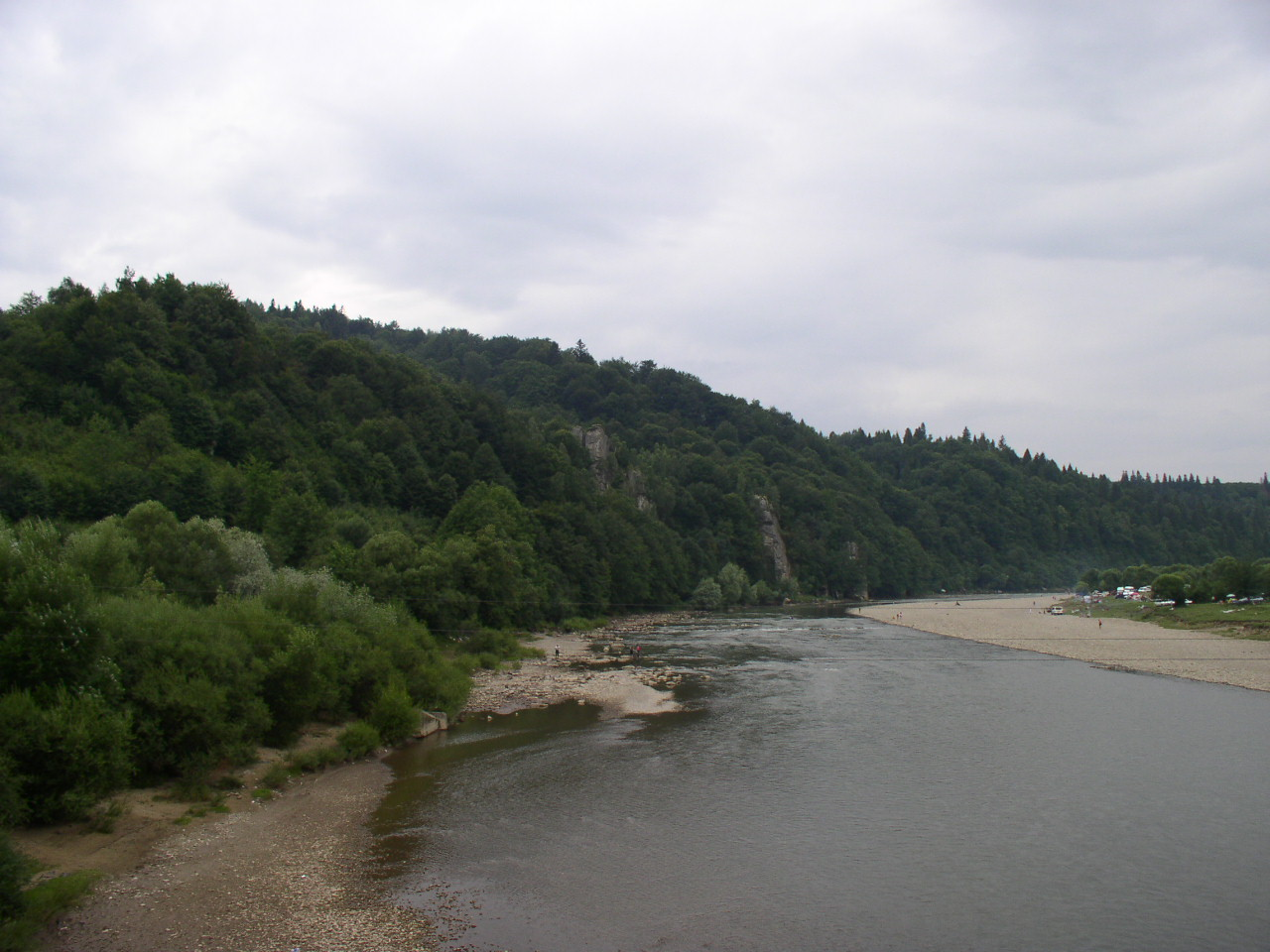
El Stri el juliol.

Uns quants rius neixen a la província, el més important dels quals és el Dnister (Дністер), amb una llargada de 1.362 kilòmetres, que desemboca a la mar Negra. Un altre dels rius majors que travessa la província és el Buh Occidental (Західний Буг) amb una llargada de 813 km, que forma part de la frontera amb Polònia. Altres rius importants són el Styr, el Sian i el Stri.

#### Rius principals

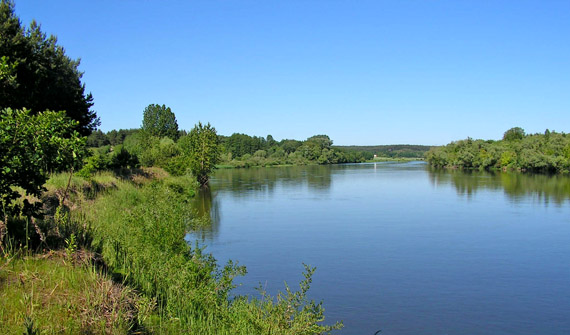
El Bug Occidental prop de Drohiczyn, Polònia

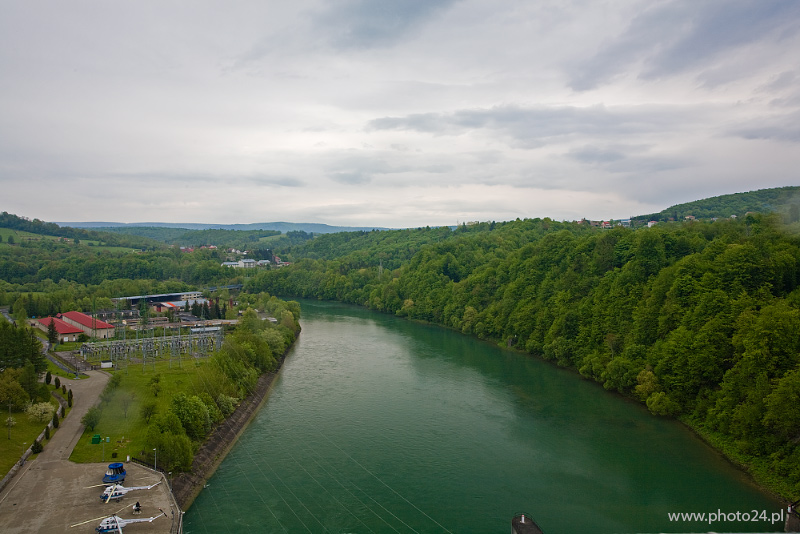
El riu Sian des de la presa de Solyna.

- El Dnister (Дні́стер o Дністе́р, anomenat Днестр, Dnièster a Rússia, 1362 km), neix a la província de Lviv, al mont Rozlutx, a la part dels Carpats anomenada Beskids o Beskydy (Бески́ди), prop del poble de Vovtxe (Вовче, abans Середа, Sereda). Travessa Ucraïna i Moldàvia abans de desembocar a la mar Negra.
  - Riu Stri (Стрий, 230 km) - afluent dret del Dnister, cau sencer dins de l'óblast de Lviv.
    - Riu Opir (Опір, 58 km) - afluent dret del Stri.
- El Buh Occidental (ucraïnès: За́хідний Буг, Zàkhidnyi Buh; belarús: Захо́дні Буг, Zakhodni Buh; polonès: Bug, 813 km), compartit amb Belarús i Polònia, és un tributari del Vístula (polonès: Wisła), de la conca de la mar Bàltica. Aquest riu neix a l'óblast de Lviv, al poble de Verkhobuj (Верхобуж).
  - Riu Poltva (По́лтва, 71 km), tributari del Buh Occidental, aquest riu travessa la ciutat de Lviv, des del segle xix, però, de forma soterrada.
- Riu Sian o San (ucraïnès: Сян, Sian; polonès: San, 444 km), tributari del Vístula (Wisła), neix als Carpats, a l'óblast de Lviv, per de seguida endinsar-se a Polònia, on té la majoria del seu curs.
  - Riu Výxnia (Вишня), afluent del Sian (Сян)
  - Riu Xklo (Шкло), afluent del Sian (Сян)

### Parcs naturals

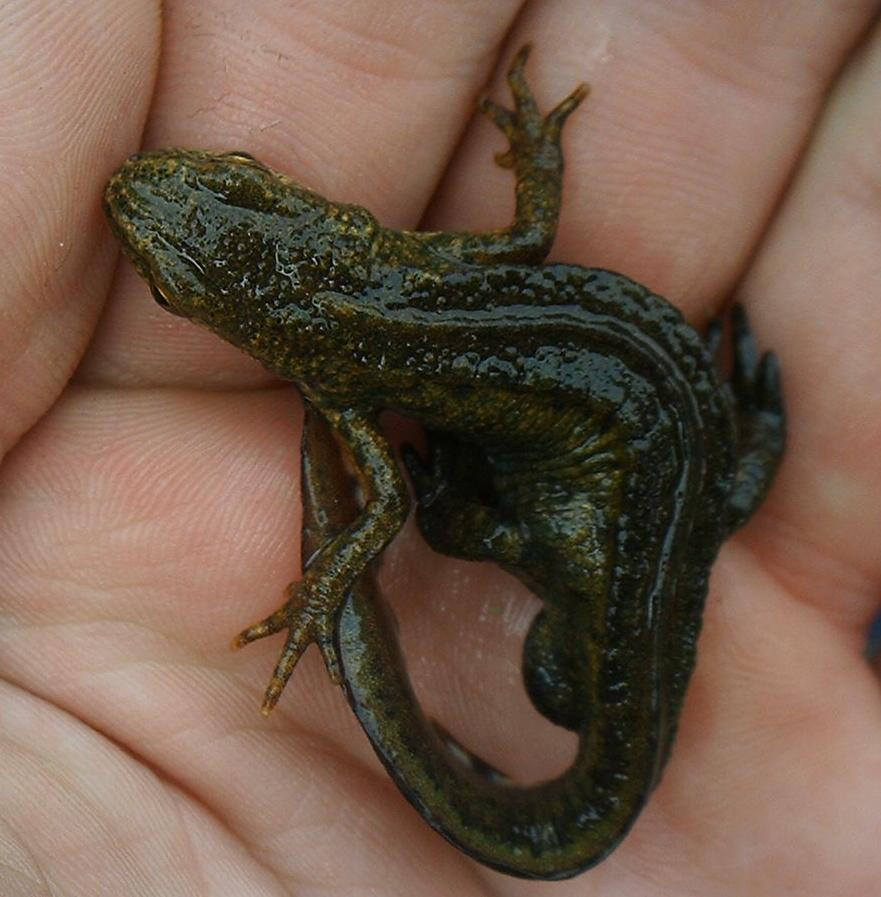
Tritó dels Carpats, endèmic de la regió.

- Parc nacional de Iàvoriv (Яворівський національний природний парк), al nord-oest de l'óblast, prop de les ciutats de Iàvoriv i Novoiàvorivske. El sector sud del parc comprèn una part de la serralada estreta i baixa de Roztótxtxia (polonès: Roztocze), compartida amb Polònia. El sector nord del parc comprèn un paisatge d'estepa boscosa amb aiguamolls, llacs i rius. Tot el territori forma part de la divisòria d'aigües que els ucraïnesos anomenen la “Principal divisòria europea” (Головний Європейський вододіл), on se separen dues conques: la de la mar Negra i la de la mar Bàltica.

- Reserva natural de Roztótxtxia (природний заповідник «Розто́ччя», pryrodnyi zàpovidnyk "Pivnitxne Podíl·lia"), un paisatge natural boscós i ric en llacs, que limita al nord i a l'est amb el Parc nacional de Iàvoriv i que comprèn part del sistema de pujals de Roztòtxtxia.

- Parc nacional dels Beskyds de Skole (Націона́льний приро́дний парк «Сколівські Бескиди», natsionalnyi pryrodnyi park "Skolivski Beskydy"). Prop de la ciutat de Skole al sud de l'óblast, aquest parc natural es troba a les conques dels rius Stri i Opir, als Carpats. El territori del parc oscil·la entre els 600 i 1268 metres d'altitud, el punt més alt essent el pic de la muntanya de Paraixka (гора Парашка, horà Paraixka), de 1268 m.

- Parc nacional de la Podíl·lia septentrional (Національний природний парк «Північне Поділля», natsionalnyi pryrodnyi park "Pivnitxne Podíl·lia"), que forma part de la regió històrica de Podíl·lia.

## Política i govern

### Divisió administrativa
La província de Lviv es divideix en 20 raions (sing. район, raion, pl. райо́ни, raion·y, subdivisió administrativa similar a les nostres comarques) i 9 ciutats que no depenen d'un raion sinó directament de l'óblast. Aquestes últimes són les ciutats de Boryslav, Drohóbytx, Mórxyn, Novyi Rozdil, Sàmbir, Stri, Truskavets, Txervonohrad i la capital de l'óblast, Lviv.
La província té un total de: 
- 44 ciutats (sing: мі́сто, misto, plural: мі́ста, mista), 35 de les quals depenen d'un raion;
- 34 "assentaments de tipus urbà" o SMTs (un смт, smt, се́лище місько́го ти́пу, sélysxe miskoho typu, és un municipi amb estatus entre poble i ciutat);
- 1.849 pobles (село́, seló);
- 1 llogarret (се́лище, sélysxe tot sol).

### Principals ciutats

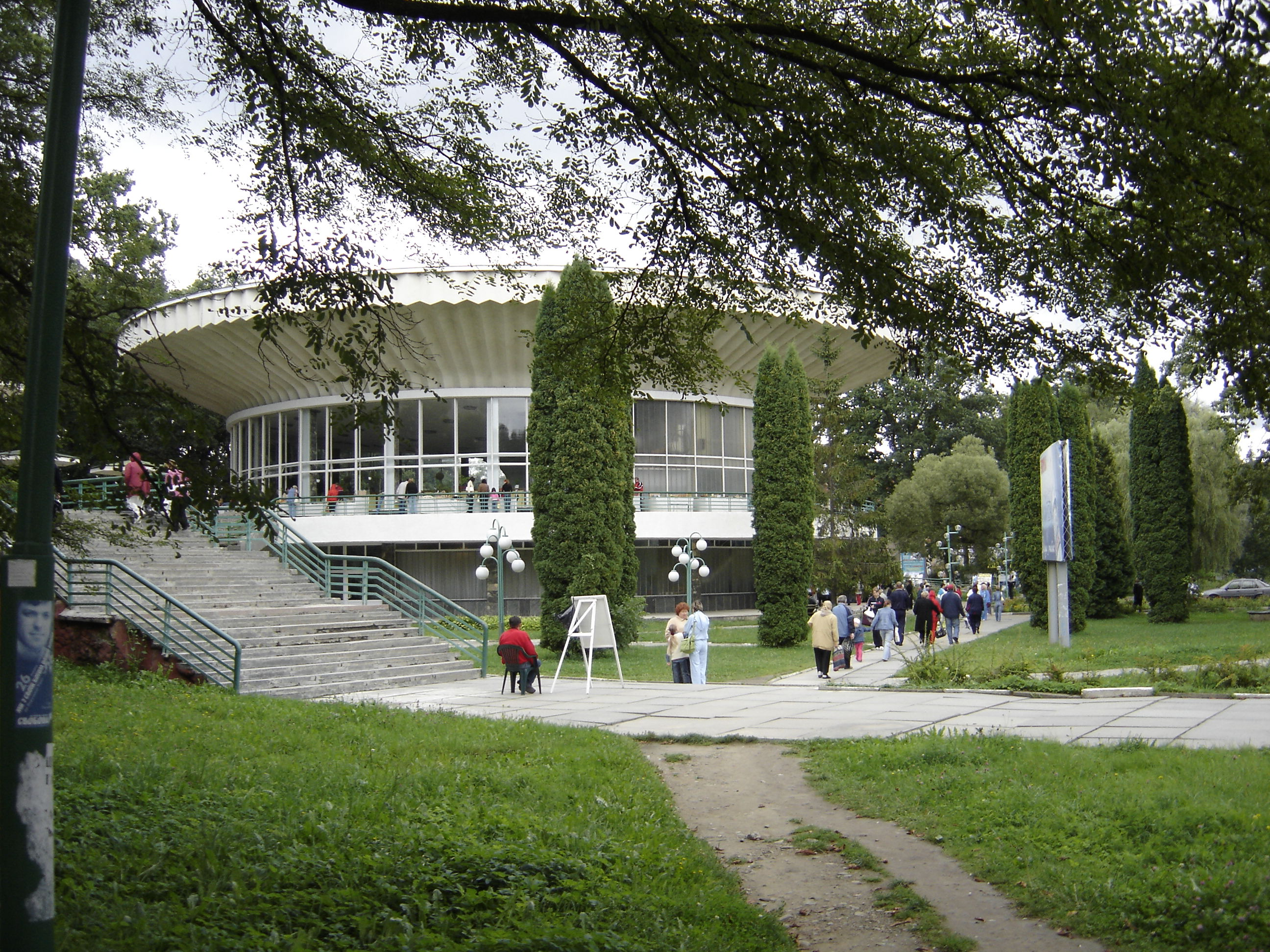
Balneari a Mórxyn, ciutat coneguda per les seves aigües minerals.

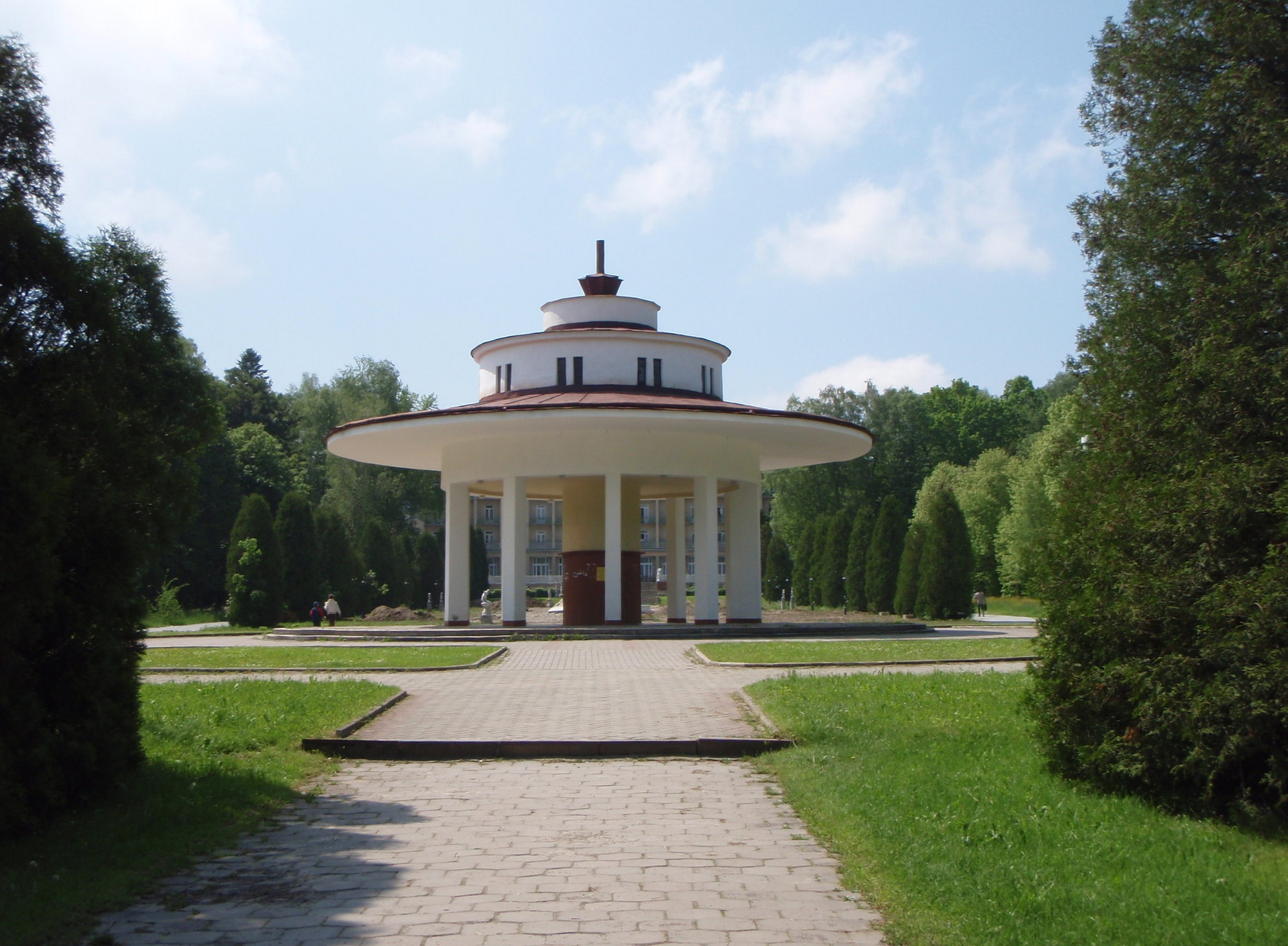
Antiga font d'aigua mineral a Mórxyn.

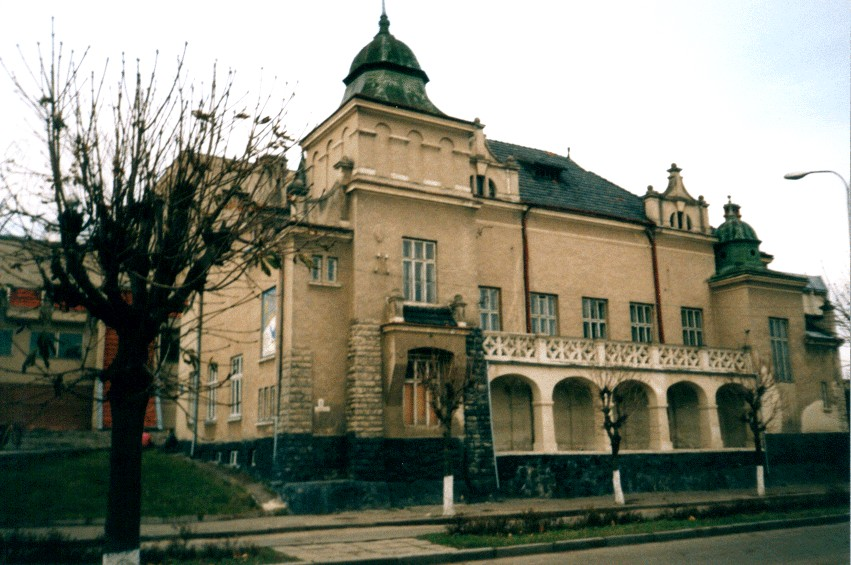
Palauet a Peremyxlian·y.

Ciutats de 10.000 habitants o més, d'acord amb el cens del 2006:
- Lviv (Львів)
- Boryslav (Борисла́в)
- Brody (Броди)
- Drohóbytx (Дрого́бич), lloc de naixement de Iuri Drohóbytx (Юрій Дрогобич, 1450-1494)
- Horodok (Городок)
- Iàvoriv (Яворів)
- Jovkva (ucraïnès: Жовква, polonès: Żółkiew; des del 1951 al 1992: Нестеров, Nésterov o Нестерiв, Nésteriv)
- Jydàtxiv (Жида́чів)
- Kàm'ianka-Buzka (Кам'янка-Бузька)
- Khódoriv (Хо́дорів)
- Mikolaiv (Миколаїв)
- Novoiàvorivsk (Новояворівськ)
- Novýi Rozdil (Нови́й Розді́л)
- Sàmbir (ucraïnès: Са́мбір, polonès: Sambor, hongarès: Szambirtól)
- Sokal o Sokall (Сока́ль)
- Sosnivka (Соснівка)
- Stébnyk (Сте́бник)
- Stri (Стрий), ciutat que porta el mateix nom que el riu que la travessa.
- Truskavets o Trúskavets (Трускавець), ciutat coneguda pels seus balnearis medicinals i aigües minerals, es troba als Precarpats.
- Txervonohrad (Червоноград)
- Výnnyky (Винники)
- Zòlotxiv (ucraïnès: Золочів, jiddisch: זלאָטשעװ, Zlotchev, polonès: Złoczów)

Ciutats de menys de 10.000 habitants, d'acord amb el cens del 2006:
- Belz (ucraïnès: Белз, polonès: Bełz, jiddisch: בעלז)
- Bibrka (ucraïnès: Бі́брка, jiddisch transcrit: Boiberke o Boiberik, alemany: Prachnik), el seu nom fa referència al castor, com es veu a l'escut de la ciutat.
- Busk (Буськ)
- Dobrómyl (Добромиль)
- Dublian·y (Дубляни)
- Hlynian·y (Глиня́ни)
- Khýriv (Хи́рів)
- Komarno (Комарно)
- Mórxyn (Моршин), ciutat coneguda per les seves aigües minerals i en particular, pels seus balnearis. És considerat un dels centres més importants de cures d'aigües minerals d'Ucraïna. Es troba als Precarpats, a la vall del Berejnytsa (Бережница), envoltada de bosc. La primera menció del municipi data del 1482.
- Mostyska (Мостиська)
- Novýi Kalýniv (Нови́й Кали́нів)
- Peremyxliany (Перемишля́ни, jiddisch: פרעמישלאן)
- Pustomyty (Пустоми́ти), la primera menció d'aquest municipi es remunta al 1441.
- Rava-Rus'ka (Ра́ва-Ру́ська)
- Radékhiv (Раде́хів)
- Rudky (Ру́дки)
- Skole (Сколе)
- Starýi Sàmbir (Старий Самбір)
- Sudova Výxnia (Судова Вишня)
- Turka (Турка)
- Úhniv (У́гнів)
- Velyki Mosty (Вели́кі Мо́сти, "Grans Ponts")

## Cultura

### Llocs i dades d'interès

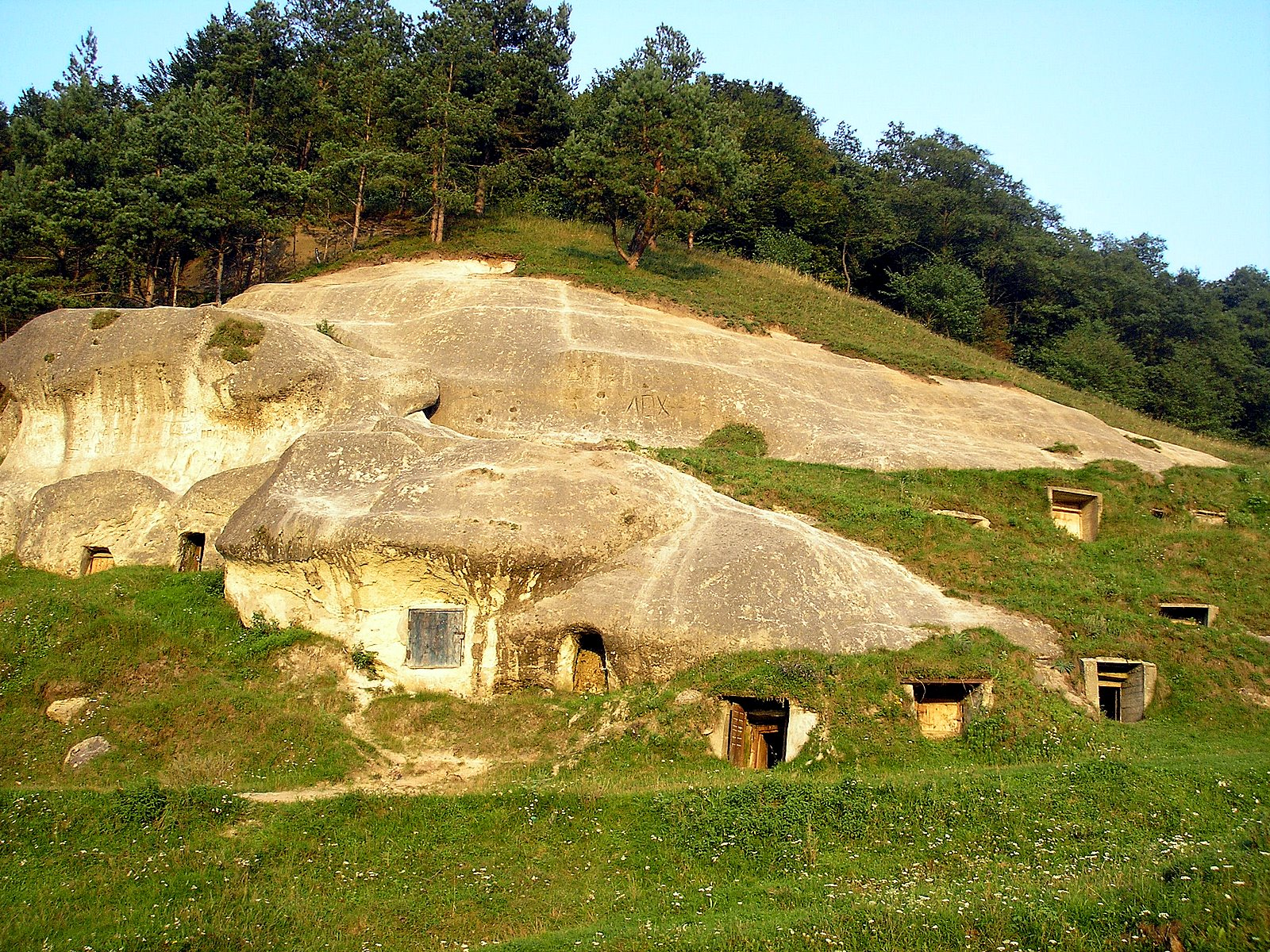
Assentament dels Rus' a Stilsko, s. X a XIII

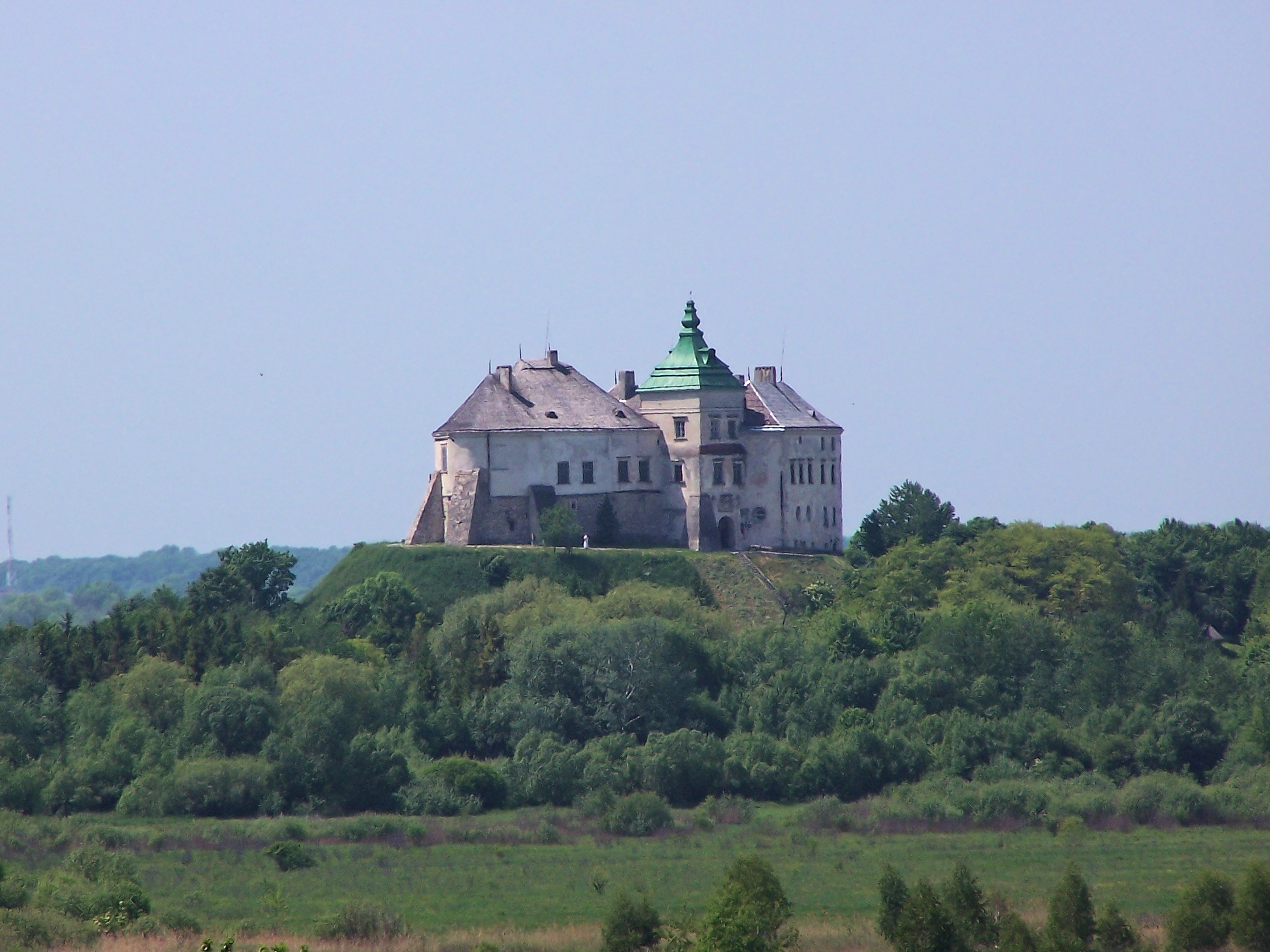
El castell d'Olesko

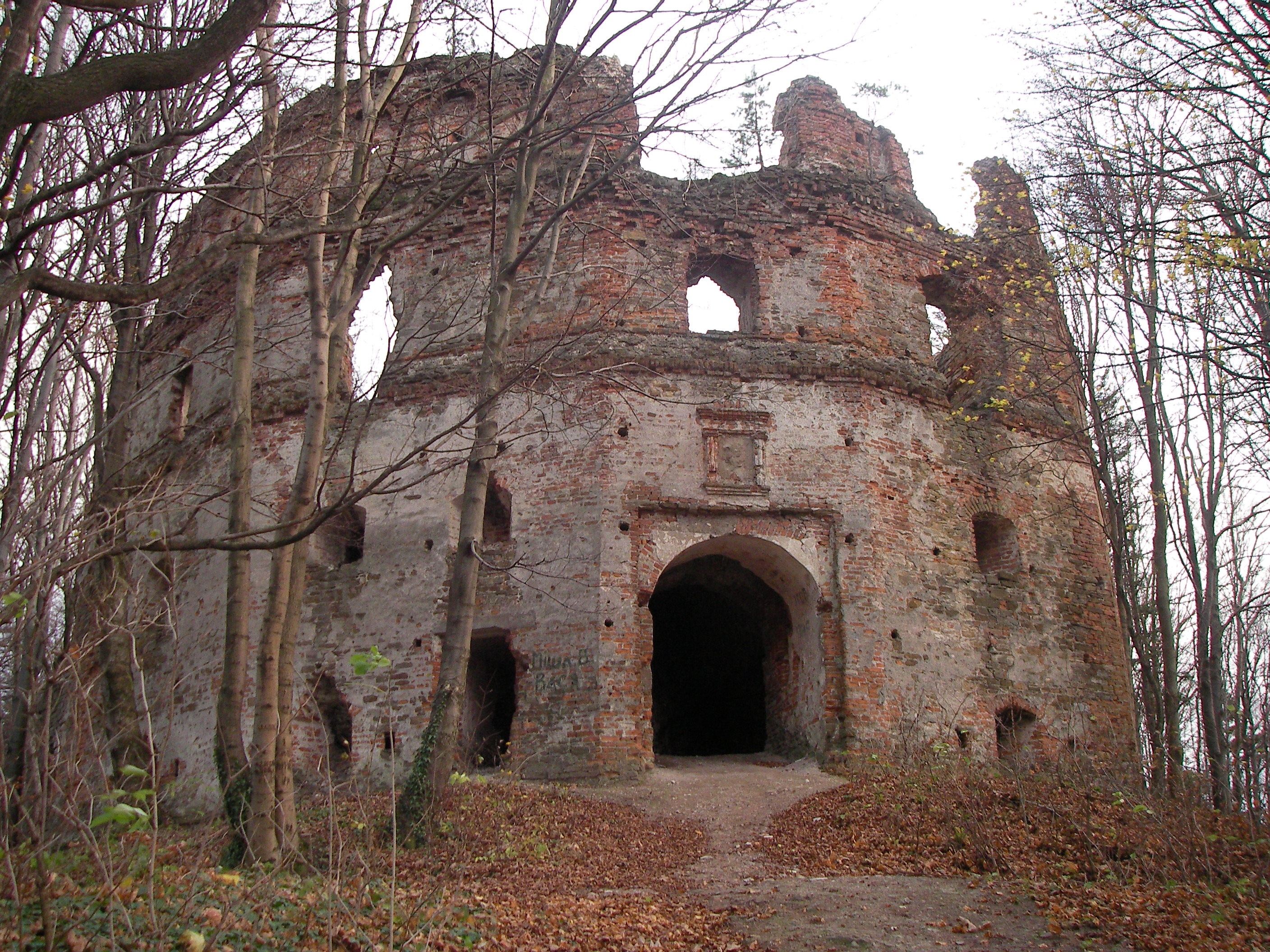
El castell de Herburt prop de Dobrómyl, en estat ruïnós.

- La província de Lviv, igual que la de Transcarpàcia, Ternópill i Txernivtsí (i en menor mesura, Ucraïna en general) és coneguda per les seves esglésies de fusta. Vegeu alguns exemples espectaculars a Vividay.com Excursions al teu gust - a la foto de baix de tot, es pot veure l'última tendència, de cobrir les teulades de fusta tradicionals de les esglésies amb qualsevol metal.
- El conjunt històric de la ciutat vella de Lviv, que forma part del Patrimoni de la Humanitat d'acord amb la UNESCO.
- El conjunt de monuments històricoculturals de l'óblast de Lviv, repartits pel territori. Inclouen les ciutats o pobles vells i edificis històrics de llocs com ara Jovkva, Drohóbytx, Horodok, Sambir i Zólotxiv (Жовква, Дорогобич, Городок, Самбір, Золочів).
  - Entre aquests, hi ha la ciutat de Jovkva, és a dir el conjunt de monuments històricoculturals de Jovkva (Філія Львівського історичного заповідника у Жовкві). La ciutat de Jovkva va ser concebuda com una "ciutat ideal" del renaixement. La planificació fou obra del teòric italià Pietro Cataneo o Cattaneo (1500-1572), i portada a terme per l'arquitecte polonès d'origen italià (Павло́ Щасли́вий, "Pau Feliç", +1610). S'hi han conservat unes 55 edificacions d'interès arquitectònic, entre ells una sinagoga renaixentista (en estat semi-ruïnós), i la forma general de la ciutat. La ciutat també compta amb exemples d'esglésies antigues de fusta. Està a l'espera de la decisió de la UNESCO d'incloure-ho com a Patrimoni de la Humanitat.
- Conjunt històricocultural i espai natural protegit de Tústan (Державний історико-культурний заповідник «Ту́стань»), espai natural de gran bellesa amb restes d'una fortalesa de fusta dels segles ІХ — XIV. Vegeu imatges de l'espai Arxivat 2009-09-03 a Wayback Machine..
- El conjunt del Monument històricocultural de Nahuiévytxi (Державний історико-культурний заповідник «Нагуєвичі»), que inclou la casa-museu del poeta, Ivan Frankó, entre altres museus i edificis. Vegeu fotos a la pàgina d'Oleksandr Lutsiv Arxivat 2016-03-03 a Wayback Machine..
- Complex monasterial de Krékhiv (Монастирський комплекс у Крехові), al poble de Krékhiv (Кре́хів). Està envoltat d'una fageda-pineda i inclou diversos edificis i uns jardins. Vegeu una foto de la torre d'entrada a la pàgina Les set meravelles d'Ucraïna Arxivat 2011-07-08 a Wayback Machine. (en ucraïnès).
- Assentaments dels Rus' antics o Rus de Kíev (Давньоруські городища, Davnorus'kyi horodysxa, segles X a ХІІІ) a Zvenýhorod (Звени́город) i a Stilsko (Стільсько).
- La "Ferradura d'Or de Lvívsxyna", també "Ferradura d'Or d'Ucraïna" (Золота Підкова Львівщини, Zolotà pidkova Lvívsxyn·y; o Золота підкова України, Zolotà pidkova Ucraïn·y): 
  - Castell d'Olesko (Оле́ський за́мок, Oleskyi zàmok, s. ХІІІ-XVII), a l'assentament de tipus urbà d'Olesko (Олесько);
  - Castell de Zólotxiv (Золочівський замок, Zólotxivskyi zàmok), a la ciutat de Zólotxiv (Зо́лочів);
  - Castell de Pidhirtsi (Підгорецький замок, Pidhoretskyi zàmok), al poble de Pidhirtsi (Підгі́рці). Vegeu una foto a baix, a la "galeria d'imatges";
  - Castell de Svirj (Свірзький замок, Svirzkyi zàmok, s. XV-XVII), al poble de Svirj (Свірж).
- Altres castells: 
  - Castell de Pomorian·y (Поморя́нский за́мок, Pomorianskyi zàmok), en estat semi-ruïnós (tot i que encara conserva el teulat), a l'assentament de tipus urbà de Pomorian·y (Поморяни). És un edifici d'estil renaixement tardà-barroc.
  - Castell de Jovkva (За́мок у Жо́вкві, o Жо́вківський за́мок, Zàmok Jovkvi o Jóvkivskyi zàmok), a la ciutat de Jovkva (Жовква).

- Els monuments arquitectònics més antics de Lviv: el Castell Alt (Висо́кий За́мок, Vyssokyi Zàmok), en ruïnes; església de Sant Nicolau (Миколаївська церква, Mykolaiïvska tserkva), la Catedral Armènia (Вірменський кафедральний собор), monuments gòtics i barrocs a l'església catòlica dels Carmelites descalços (Костьол кармелі́тів бо́сих, 1644), etc.

- El parc botànic de la Universitat nacional Ivan Frankó de Lviv (Ботанічний сад Львівського національного університету імені Івана Франка), és un parc d'importància nacional que fou fundat el 1852, amb antecedents que daten del 1784. Vegeu la seav pàgina oficial (en ucraïnès i anglès), amb magnífiques fotos del parc a l'hivern Arxivat 2014-12-07 a Wayback Machine. i també a l'estiu Arxivat 2011-06-06 a Wayback Machine., i tota la seva història.

### Personatges

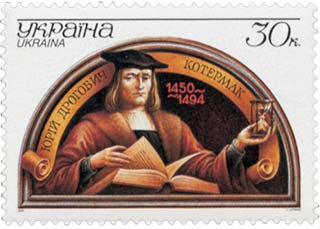
Segell d'Ucraïna amb la imatge de Iuri Drohóbytx.

- Iuri Mykhàilovytx Kotermak (Юрій Михайлович Котермак), conegut com a Iuri Drohóbytx (Юрій Дрогобич, ca. 1450 a Drohóbytx - 1494 a Cracòvia) o Georgius Drohobicz en llatí — Filòsof ucraïnès, astrònom, astròleg i primer doctor de medicina d'Ucraïna. També va ser el primer autor ucraïnès amb una obra impresa, i una obra publicada a l'estranger, que fou el Iudicium Pronosticon Anni 1483 Currentis (Estimació pronòstic de l'any 1483, que va veure la llum el febrer de 1483). Es pot llegir el text a la pàgina Litópys. Va ser una figura important del Renaixement a Europa Oriental. Es va criar a Drohóbytx, i va obtenir el seu baccalaureus i el seu magister a la Universitat Iaguel·lònica a Cracòvia (1470, 1473), i va esdevenir Doctor de Filosofia i de Medicina a la Universitat de Bolonya (1478, 1482). Serví de professor i rector uns anys a aquesta última universitat i després tornà a la Universitat Iaguel·lònica (llatí: Universitas Jagellonica Cracoviensis; polonès: Uniwersytet Jagielloński; antigament: Akademia Krakowska, Acadèmia de Cracòvia), ara part de la Universitat de Cracòvia (Polònia), on treballà de professor a partir del 1487. La seva trajectòria transcor uns anys abans que arriba a les dues universitats el Nicolau Copèrnic. L'any 2009, declarat l'any de l'astronomia per l'ONU, Ucraïna va encunyar unes monedes amb la imatge de Kotermak Arxivat 2010-07-06 a Wayback Machine..

- Napoleon o Napaleon Orda (ucraïnès: Наполео́н О́рда, Napoleon Orda; belarús: Напалеон Орда, Napaleon Orda; polonès: Napoleon Orda; 1807 - 1883). Aquest personatge belarús i polonès fou escriptor, compositor, pianista, artista, pedagog i revolucionari (és a dir, va participar en la revolta de 1830-31, l'Aixecament de Novembre (Powstanie listopadowe), contra l'imperi Rus que tingué lloc a Polònia, Lituània, Belarús i Ucraïna, va ser condecorat pel seu coratge, però va ser empresonat després de reprimida la revolta). Va viatjar per tot Europa, visqué a París un temps, on es va fer amic de Fryderyk o Frédéric Chopin i la comunitat polonesa, i va estudiar sota aquest i Ferenc o Franz Liszt. Durant una estada a Ucraïna del 1872 a 74, va fer moltes pintures, dibuixos i gravats de paisatges allí.[1]

- Karol o Karel Auer (ucraïnès: Ка́роль А́уер, polonès: Karol Auer; txec: Karel Auer; alemany: Karl Auer, 1818-1859) — litògraf i artista gràfic d'origen txec que va treballar uns 20 anys a Lviv i Halytxynà (Galítsia).

## Galeria d'imatges

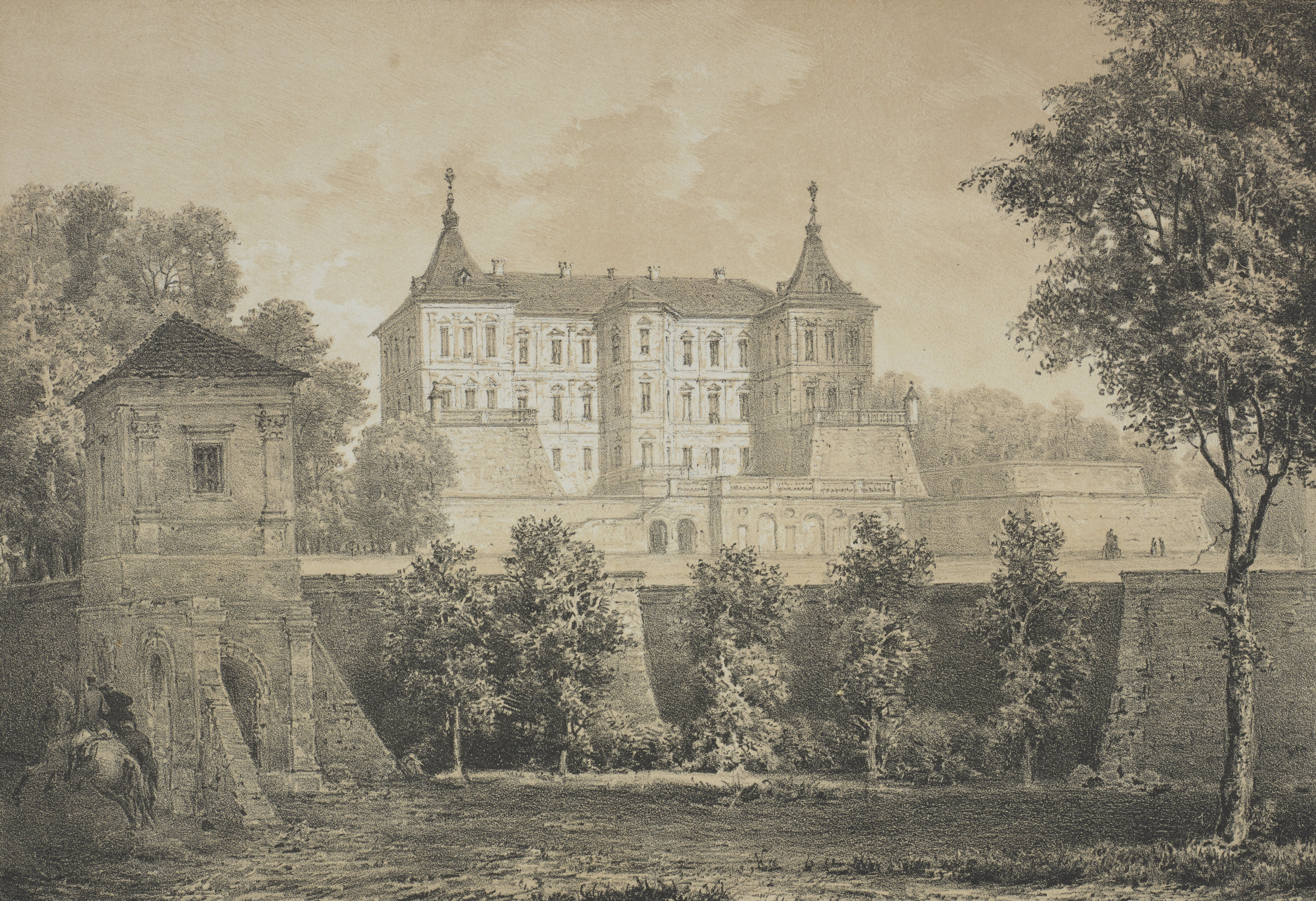
Gravat del castell de Pidhirtsi (entre 1872 i 74) fet per l'artista belarús i polonès, Napaleon Orda

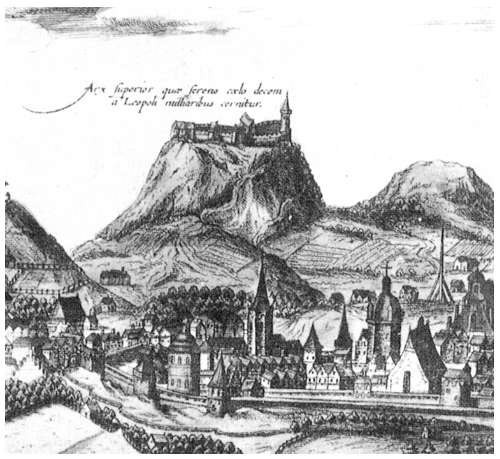
Vista d'una part de Lviv amb el Castell Alt a segon pla, en un gravat del s. XVII

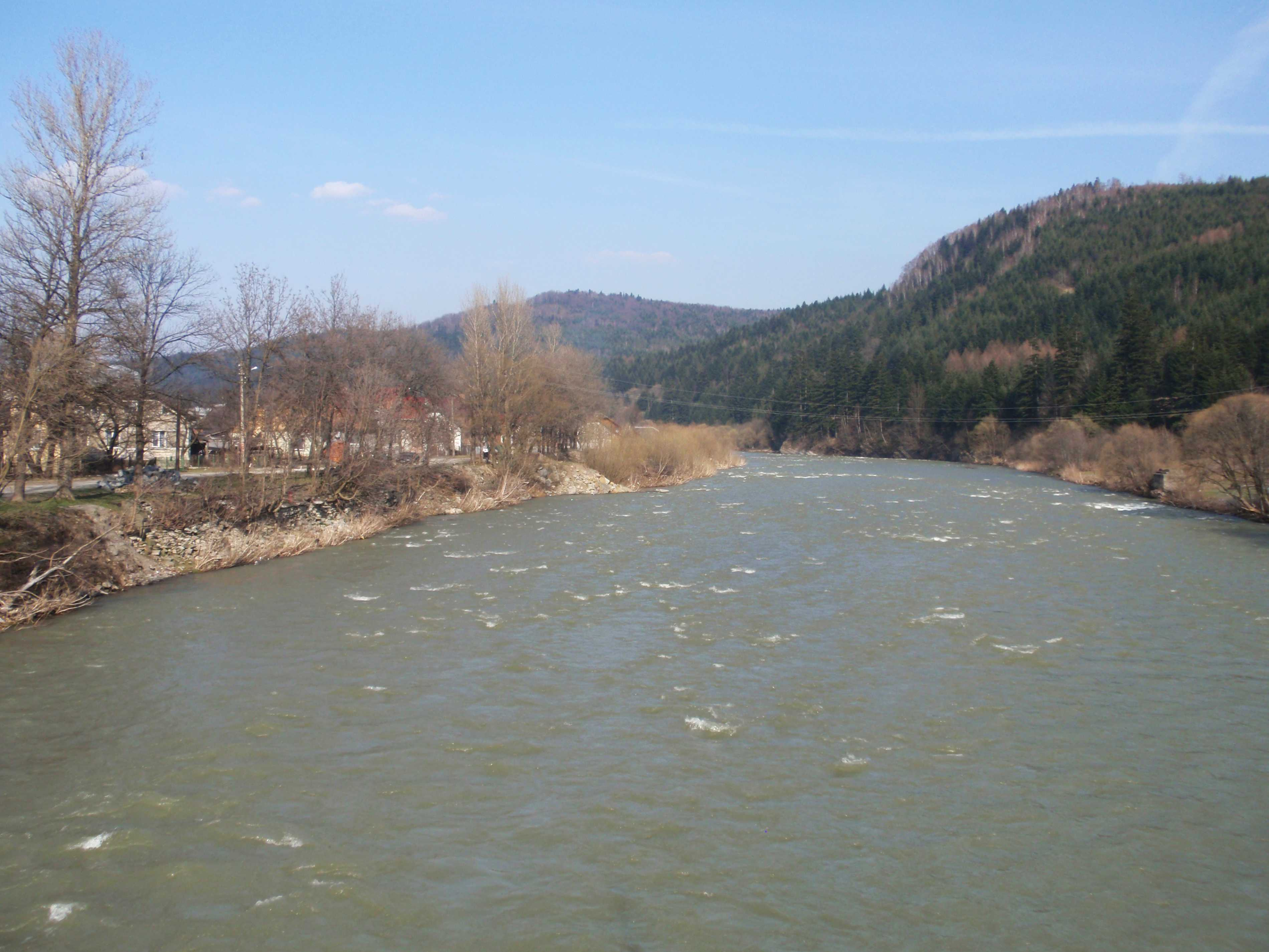
El riu Opir prop de la ciutat de Skole.

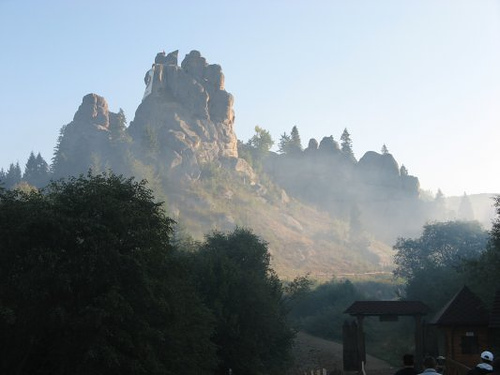
Monument històric i cultural de Tústan o Tústany, antic complex defensiu dels Rus de Kíev.

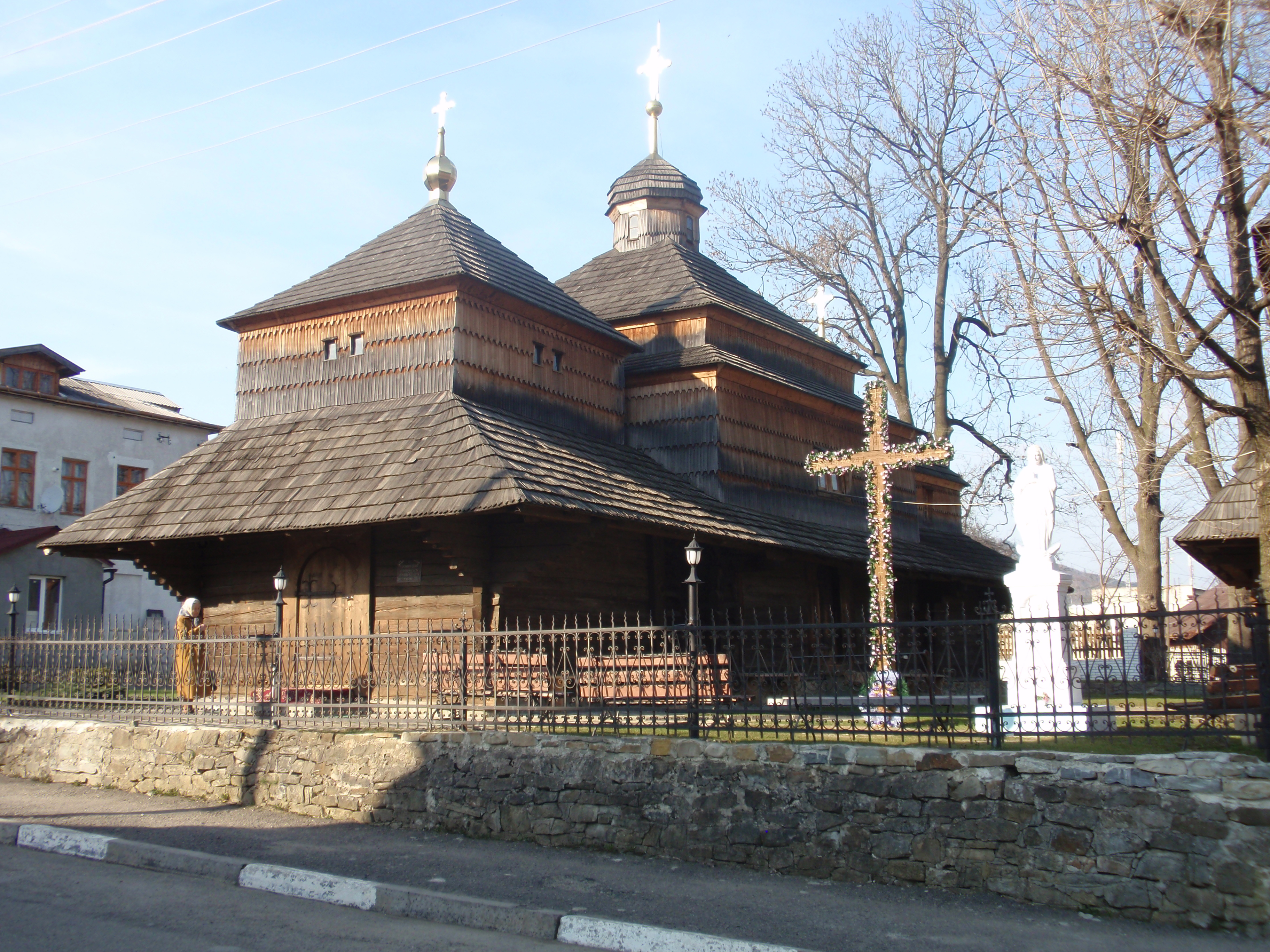
Església de fusta a Skole.

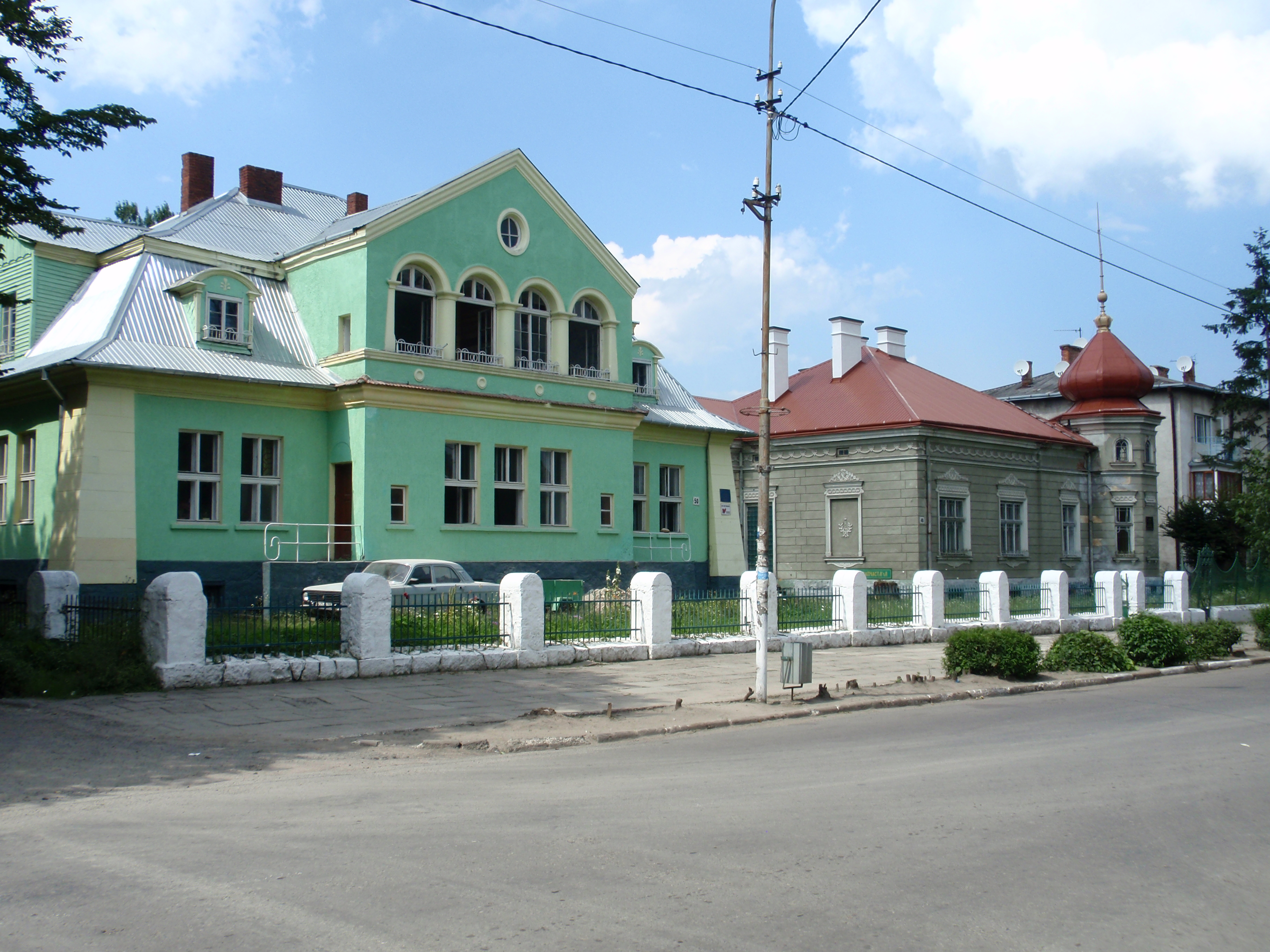
Edificis que havien pertangut a gent rica ("magnats") de Skole.

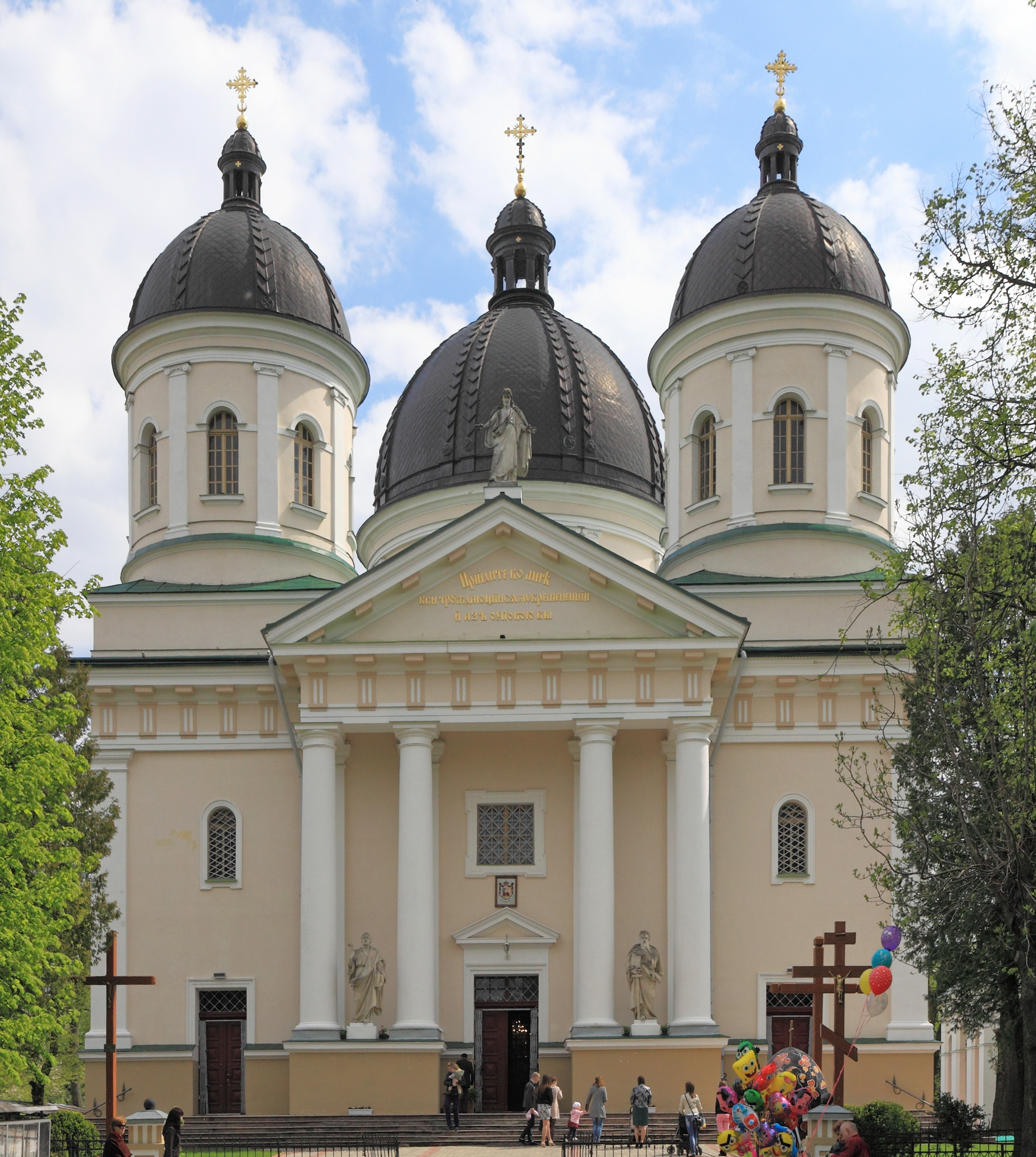
Església dels sants Pere i Pau a Sokal.

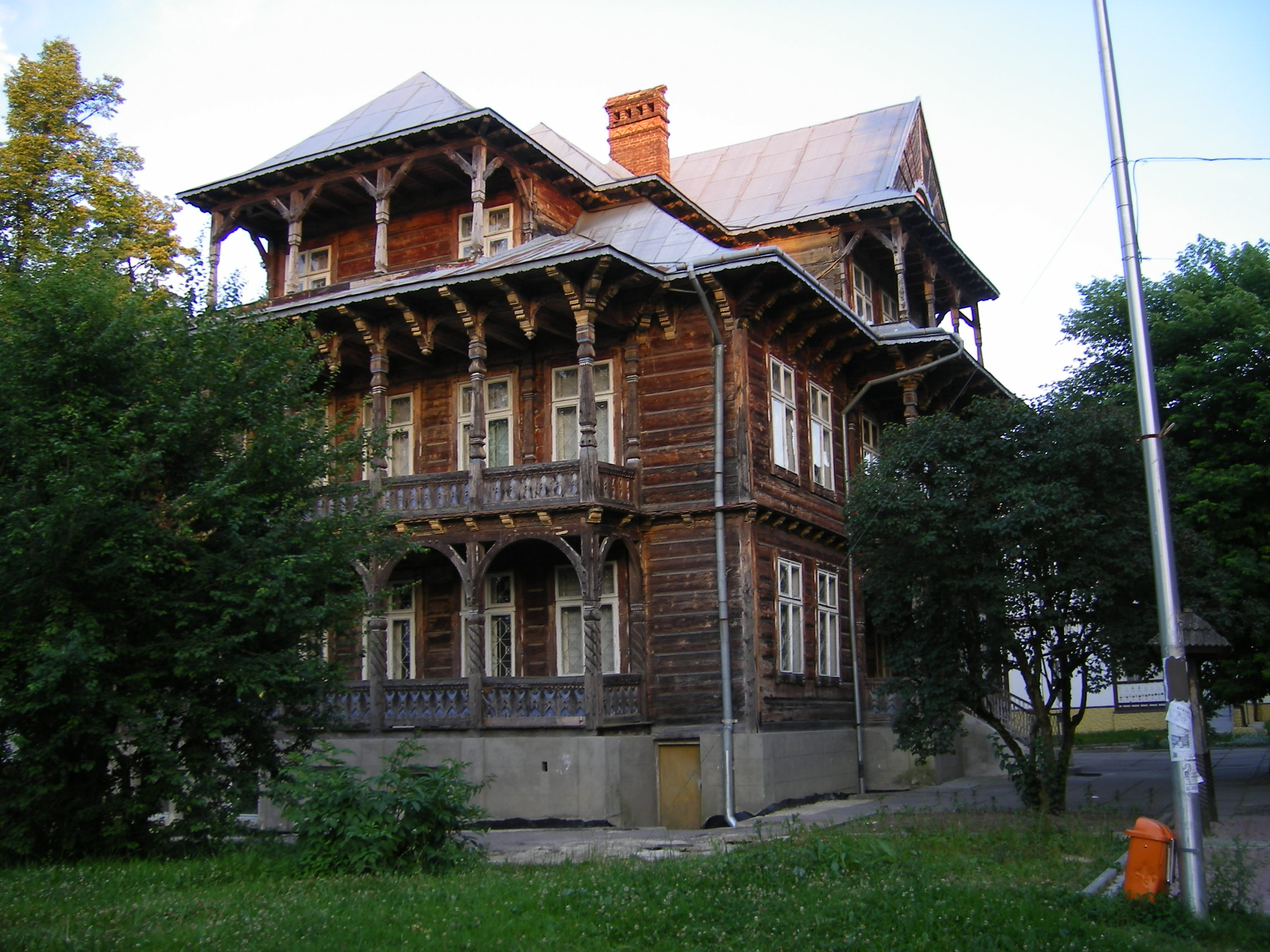
Vil·la Hopliana a Truskavets, avui un museu.

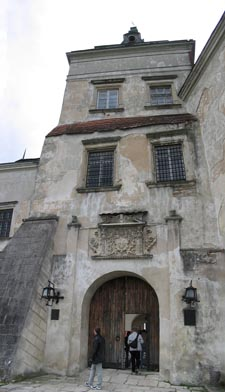
Entrada al castell d'Olesko
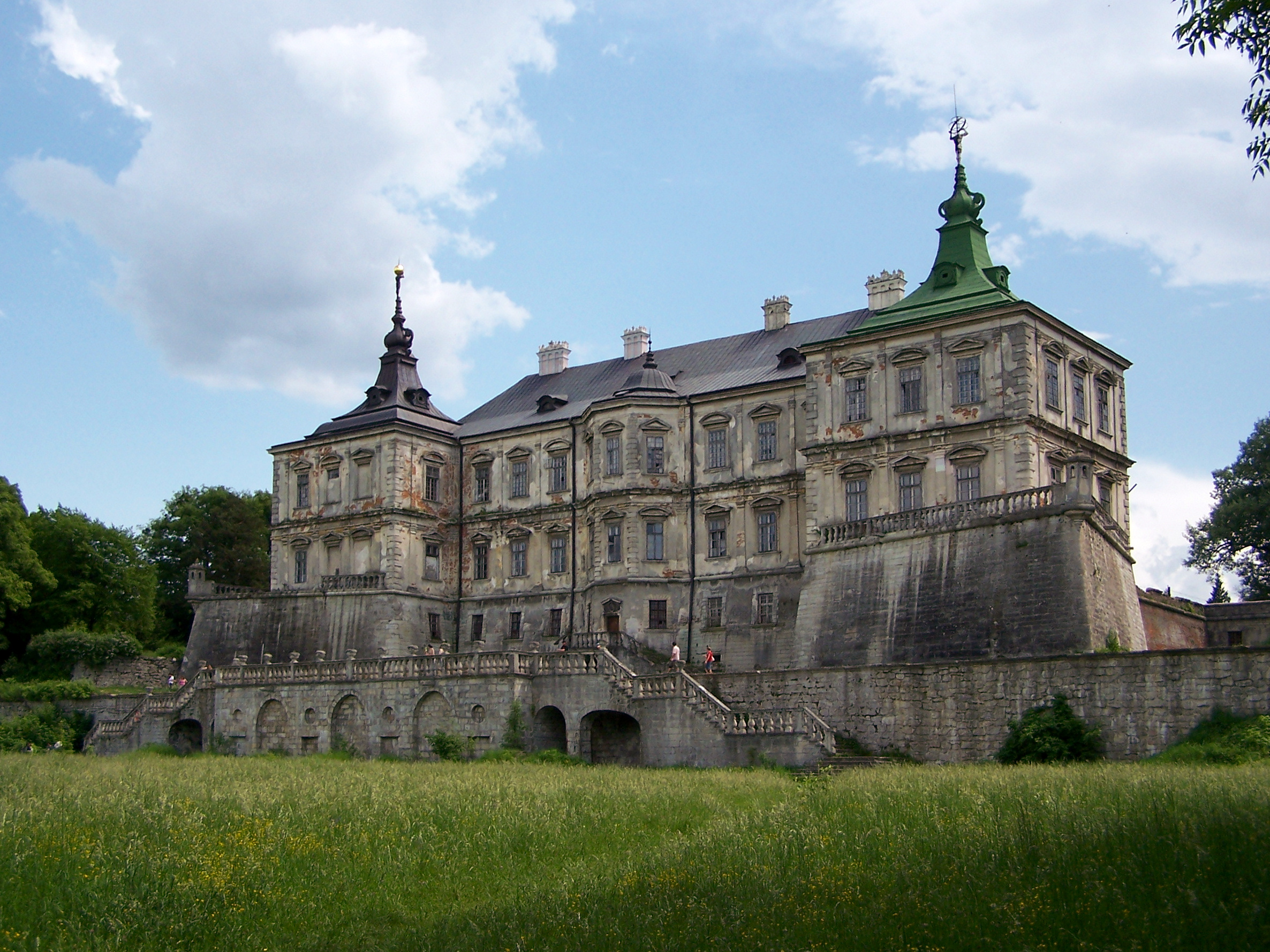
El castell de Pidhirtsi
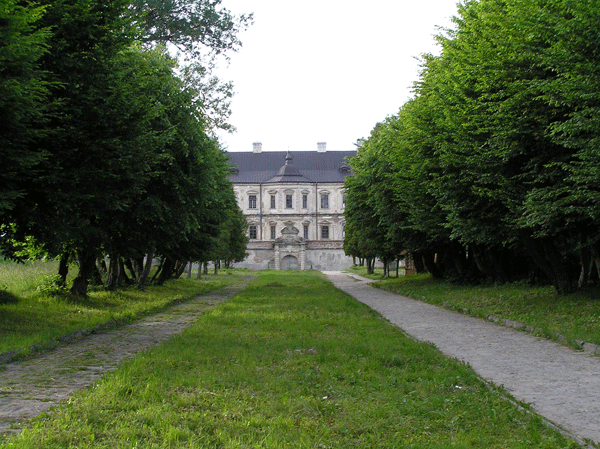
El castell de Pidhirtsi, passeig i façana.
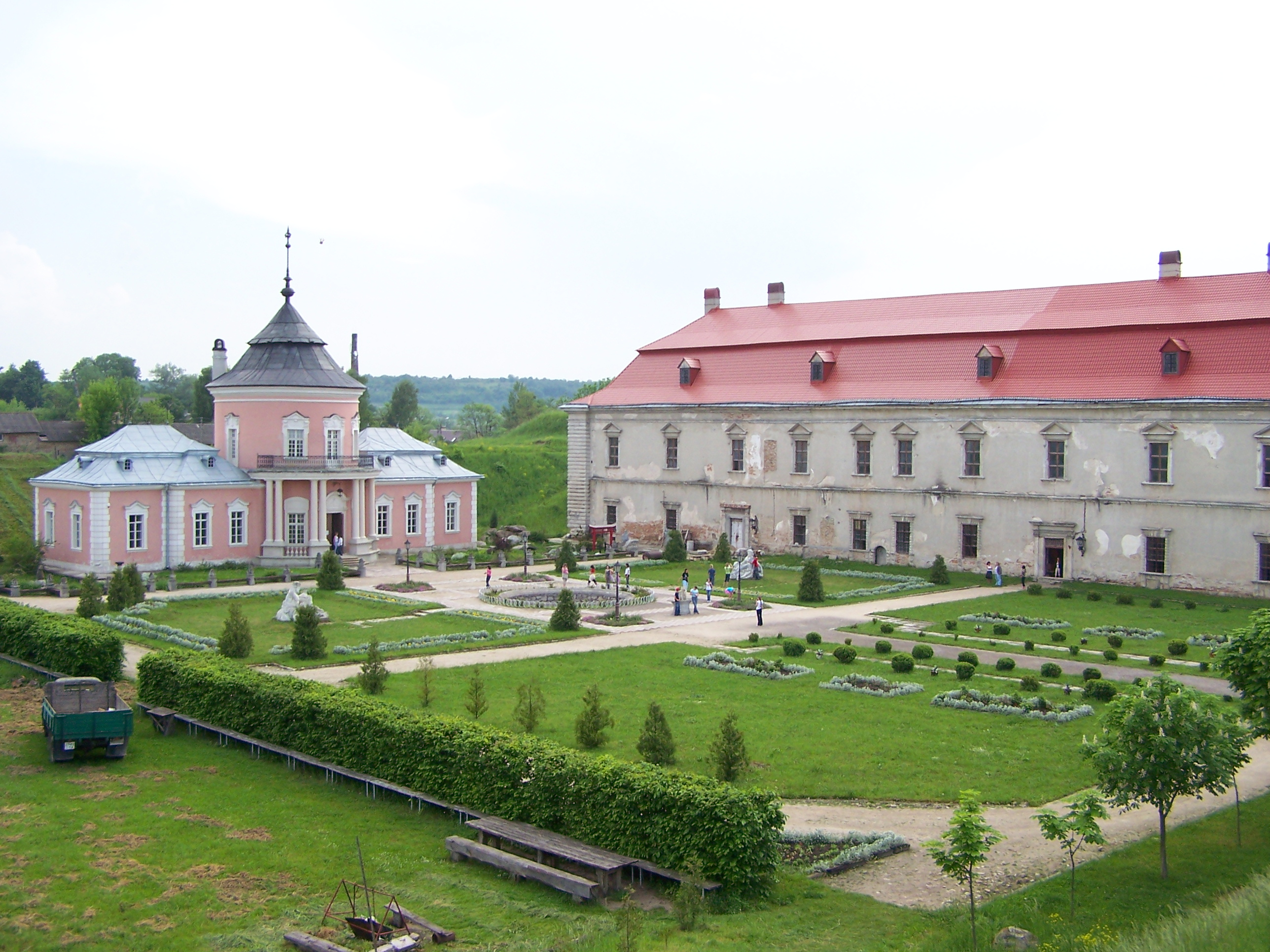
Castell de Zólotxiv, amb el Palau Xinès a l'esquerra i el Gran Palau a la dreta.
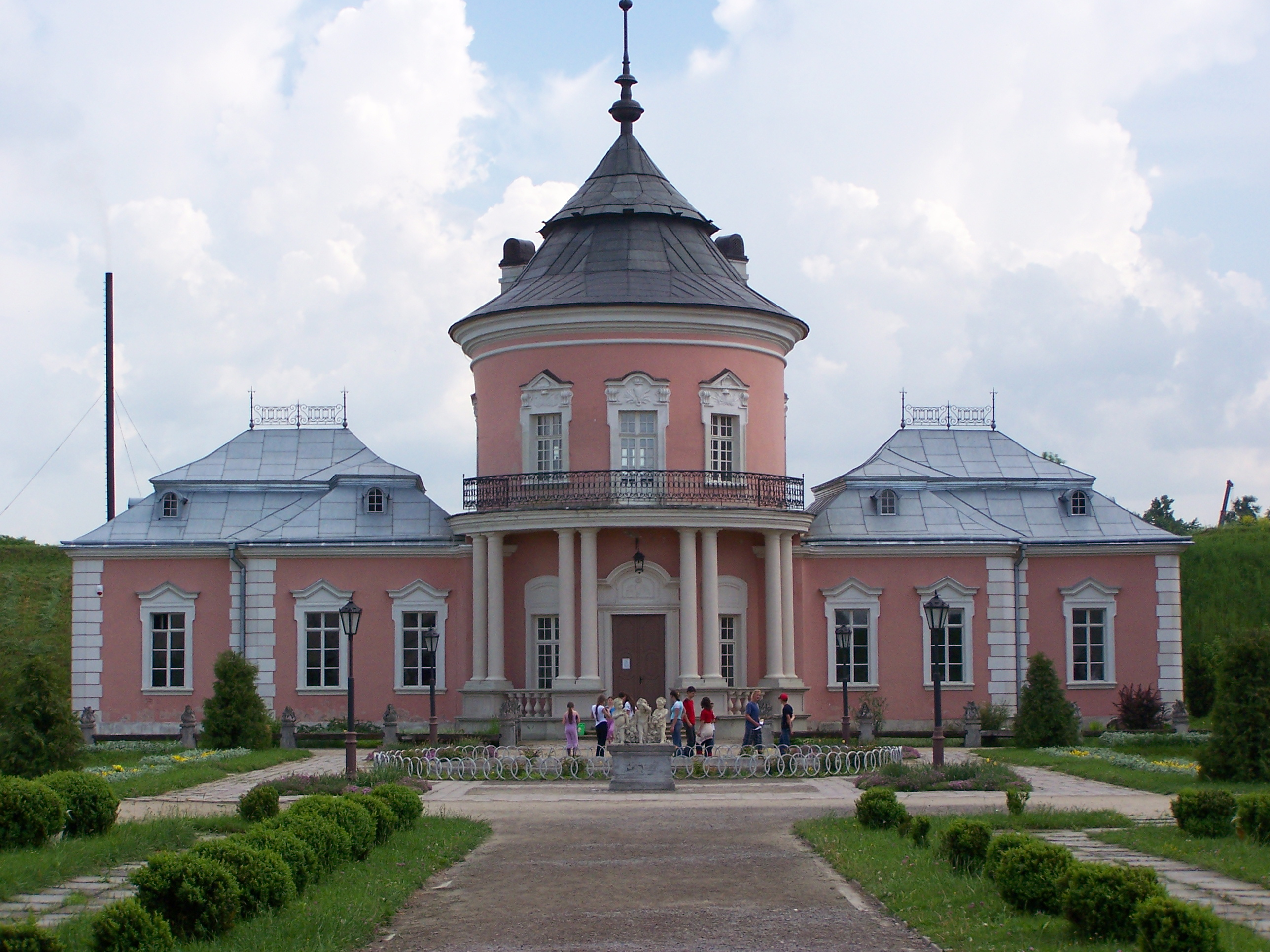
Palau Xinès del Castell de Zólotxiv, façana principal.
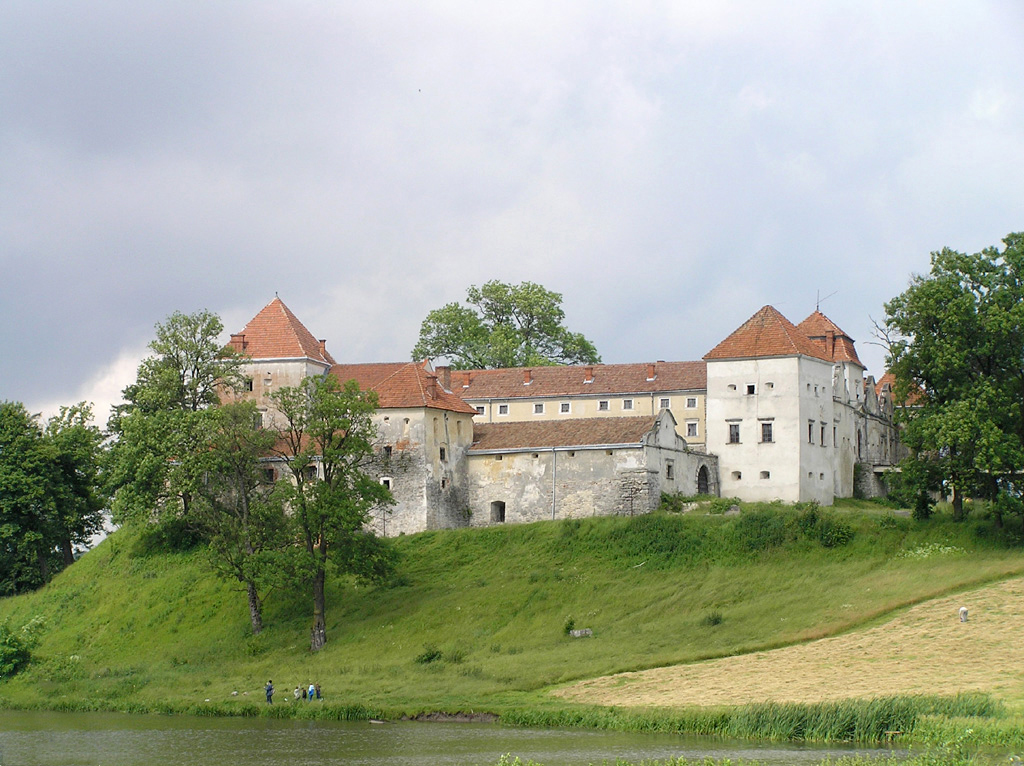
Castell de Svirj
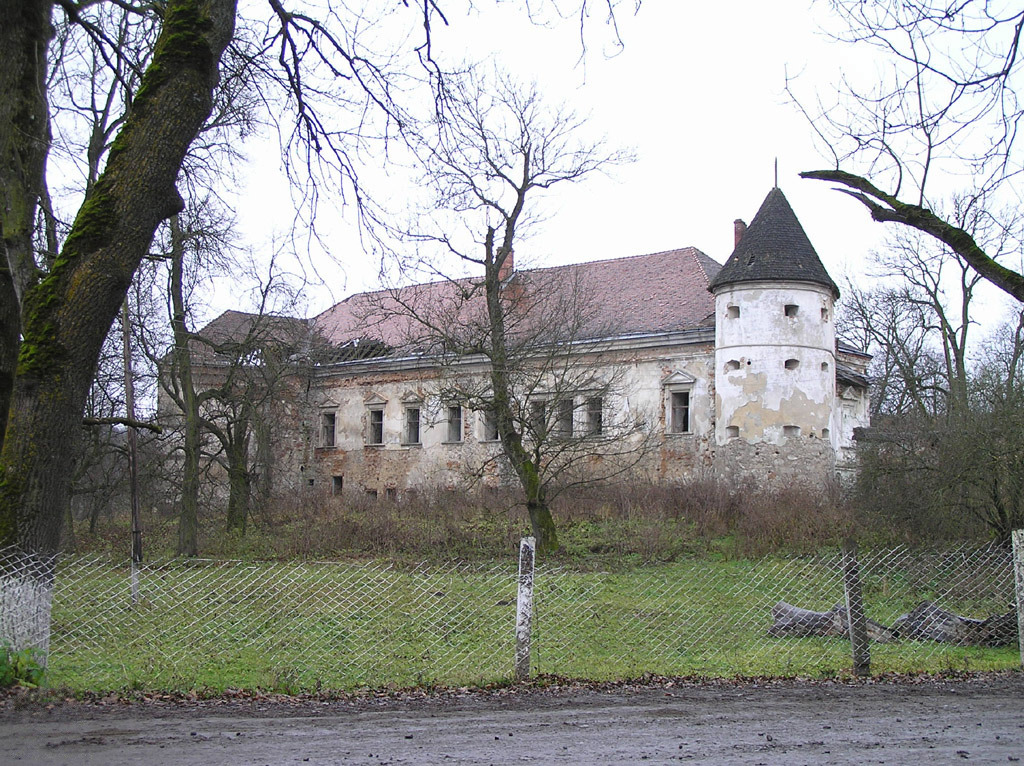
Castell de Pomorian·y, en estat ruïnós
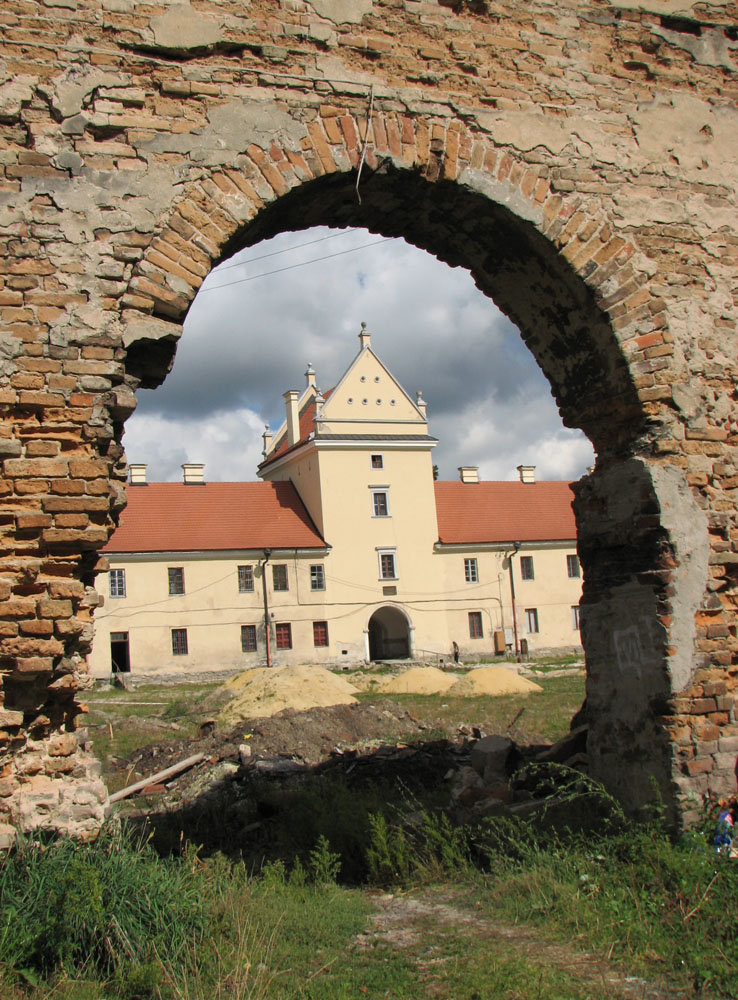
El castell de Jovkva
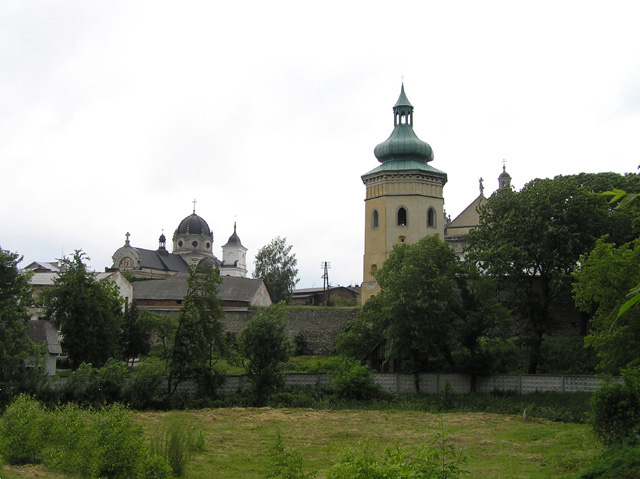
Vista de la ciutat de Jovkva, a la Rostótxtxia ucraïnesa.
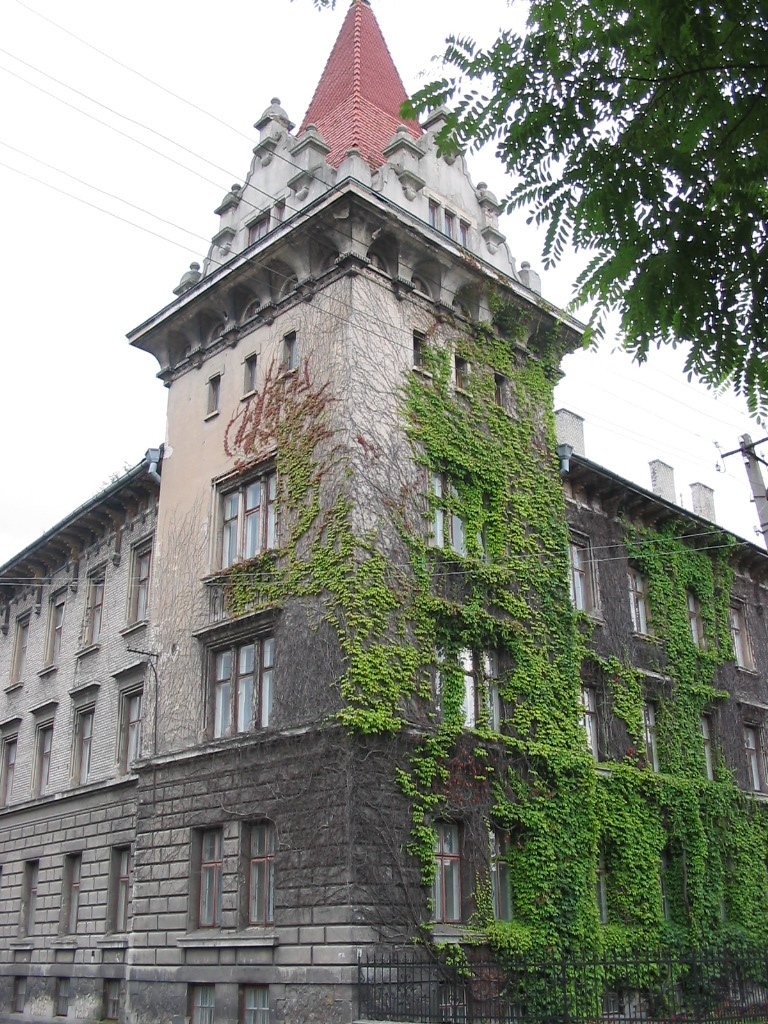
Antic edifici dels jutjats, avui seu de la universitat pedagògica de Brody.
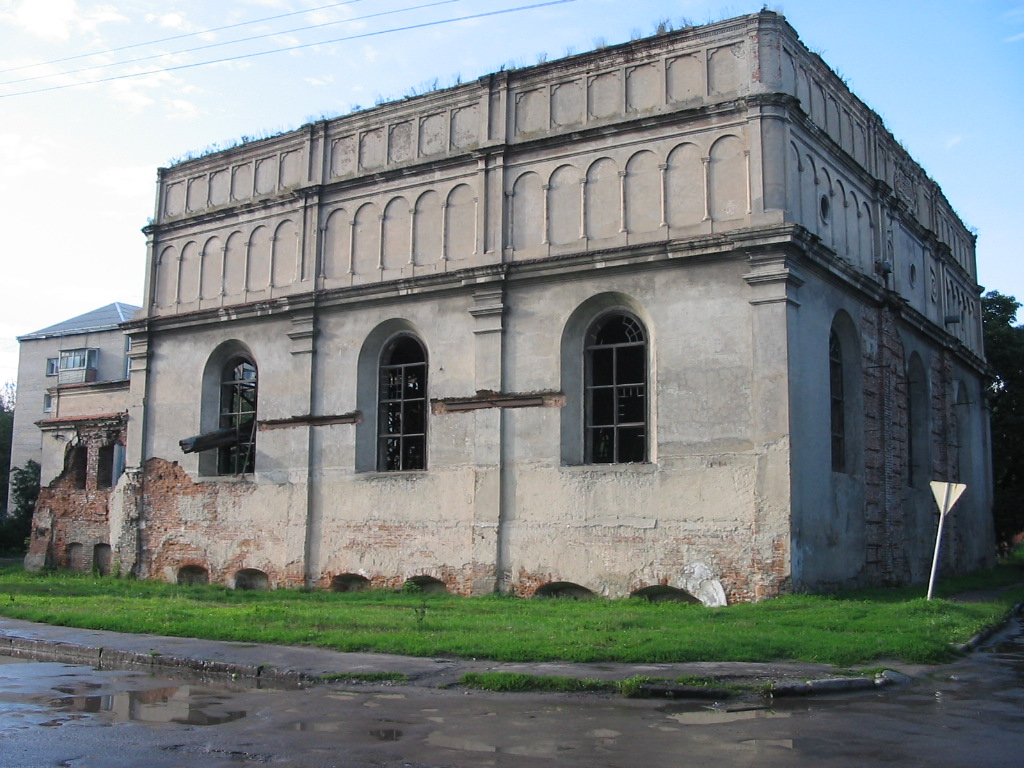
Antiga sinagoga de Brody, en estat ruïnós (el 2004).
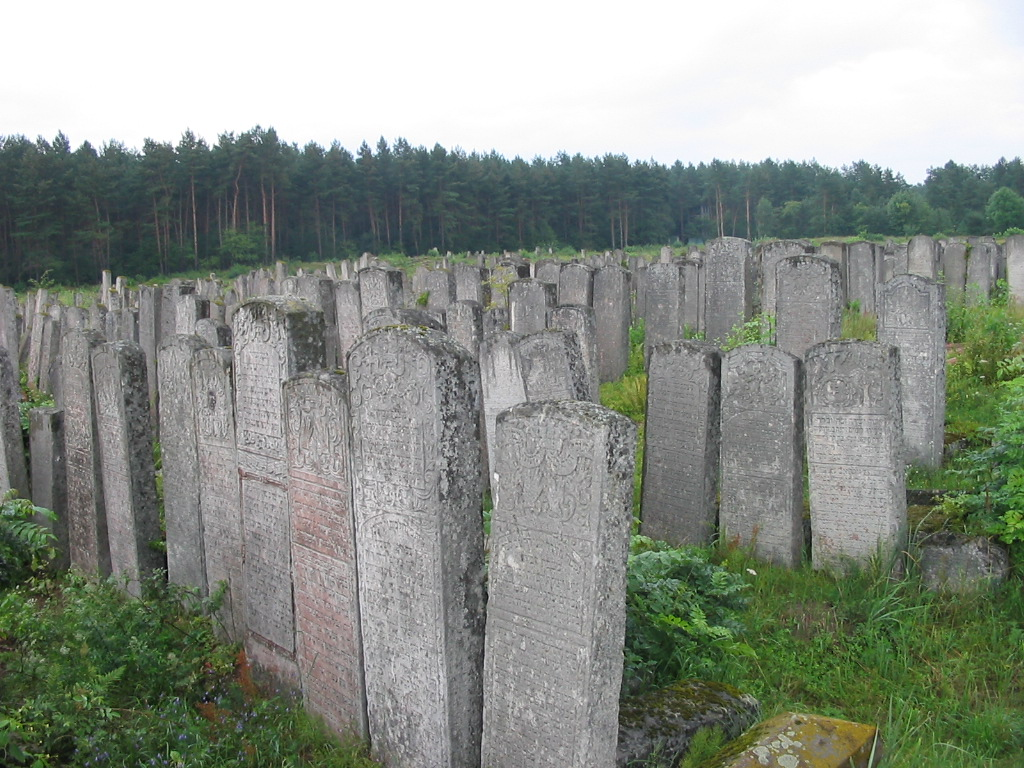
Cementiri jueu de Brody.
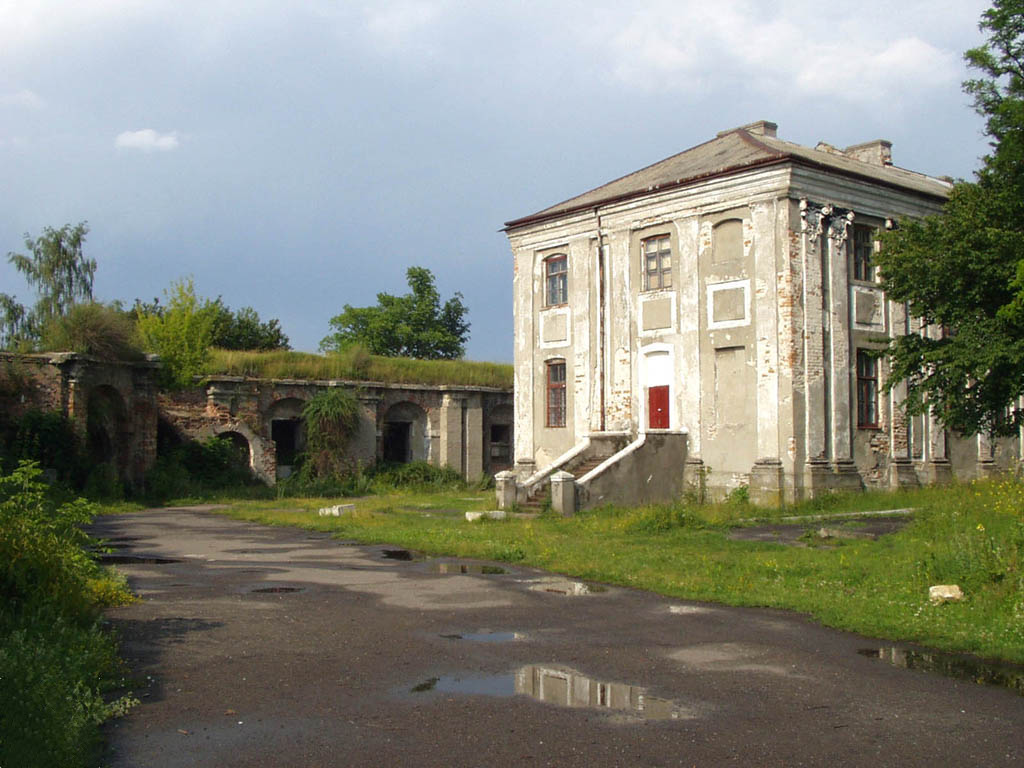
Palau dels Potocky, dins la fortalesa de Brody (segle xviii), en estat ruïnós.
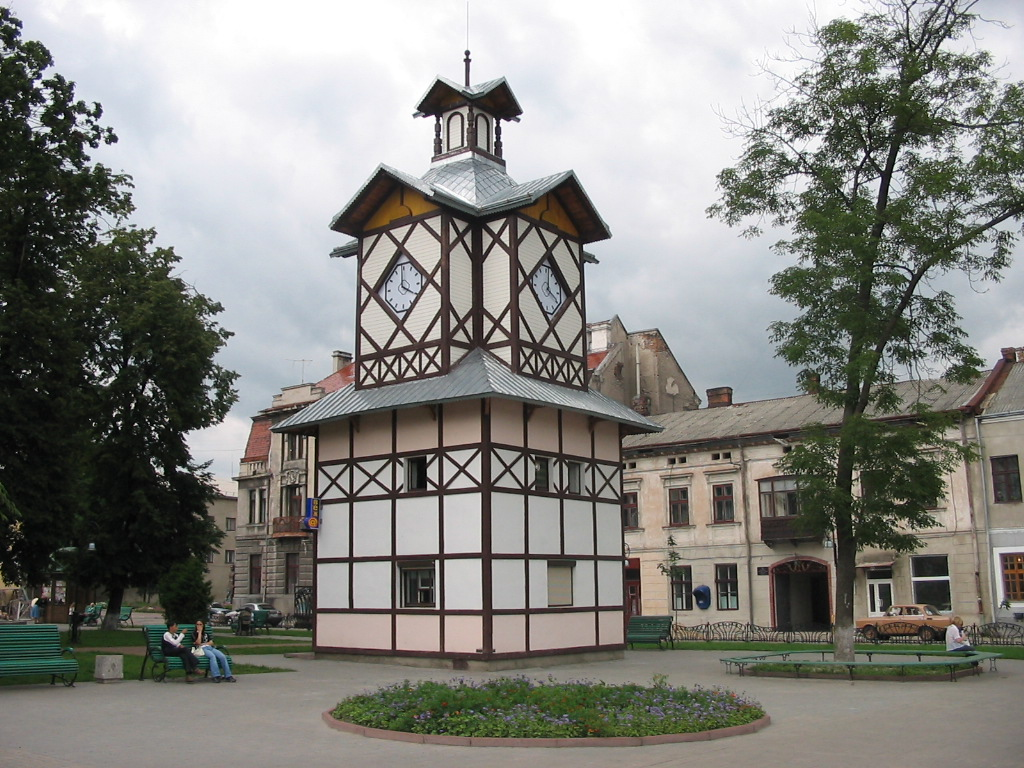
La torre del rellotge a Brody.
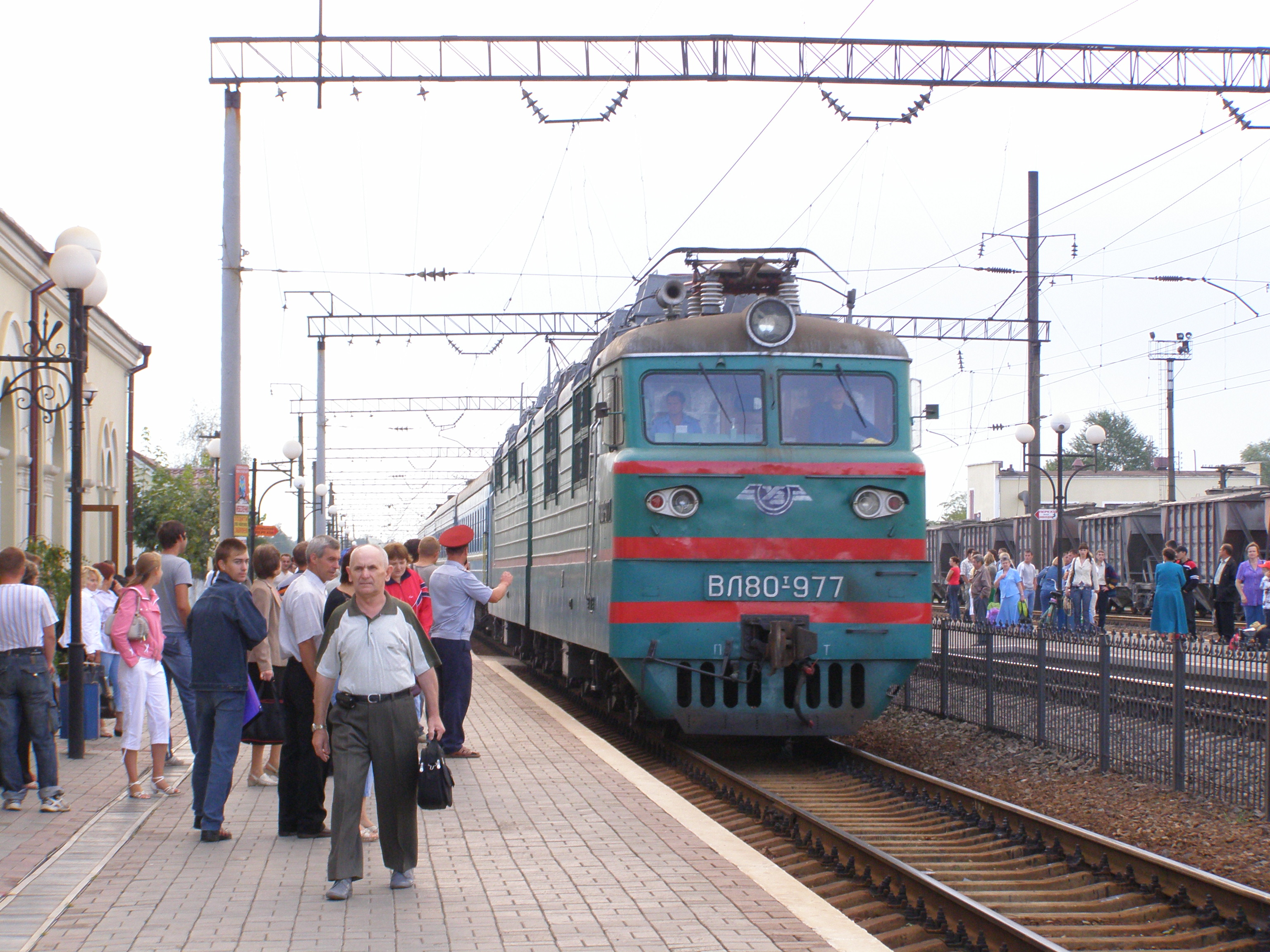
L'estació de tren de Brody, el 2008.
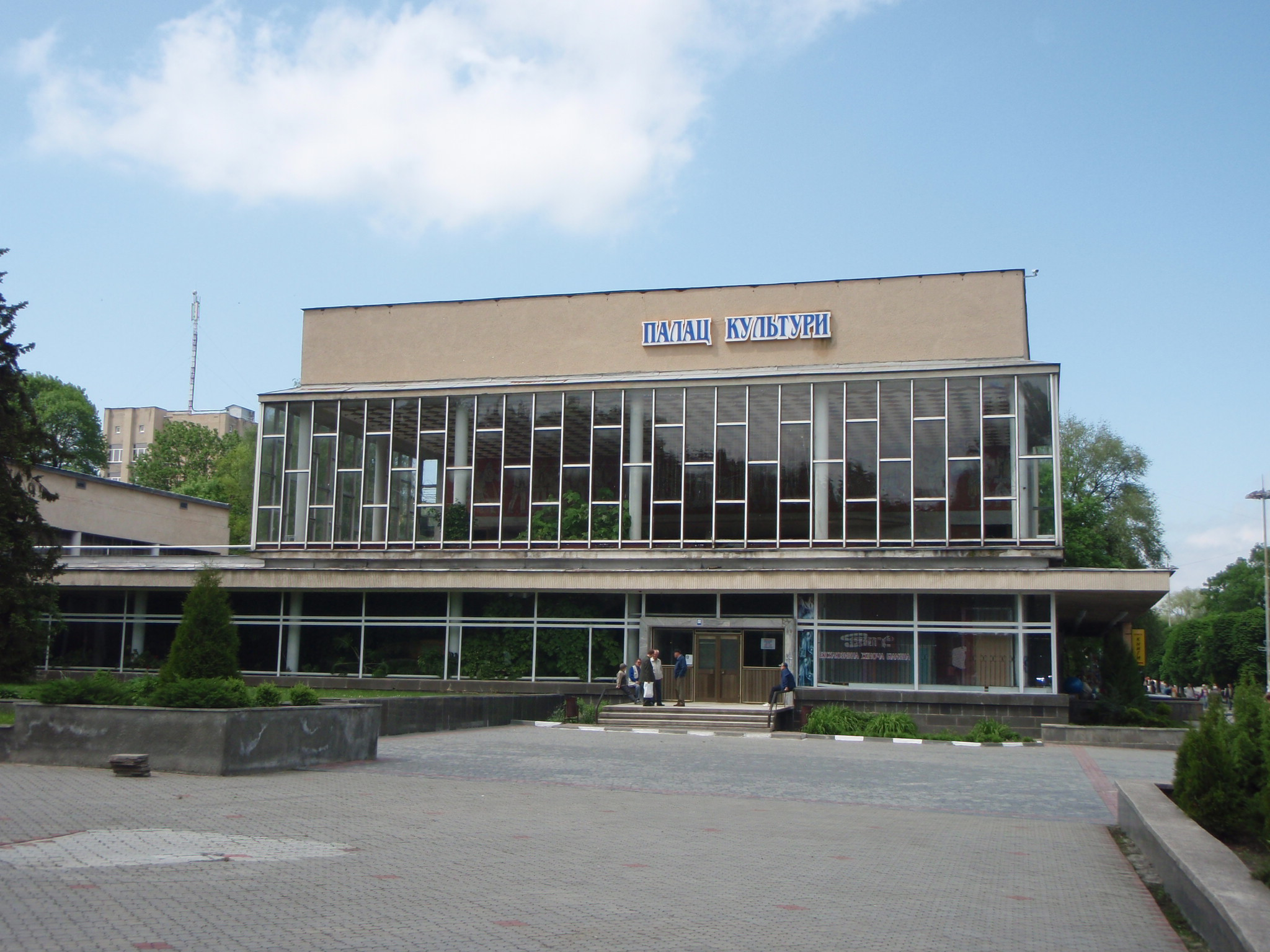
Palau de cultura de Mórxyn.
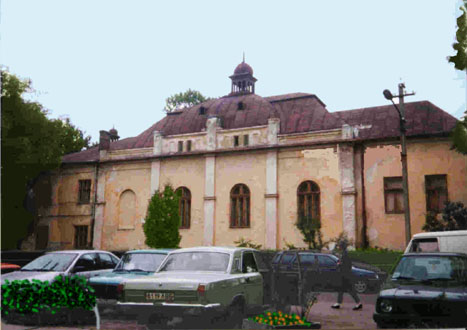
Palauet a Rava-Rus'ka.
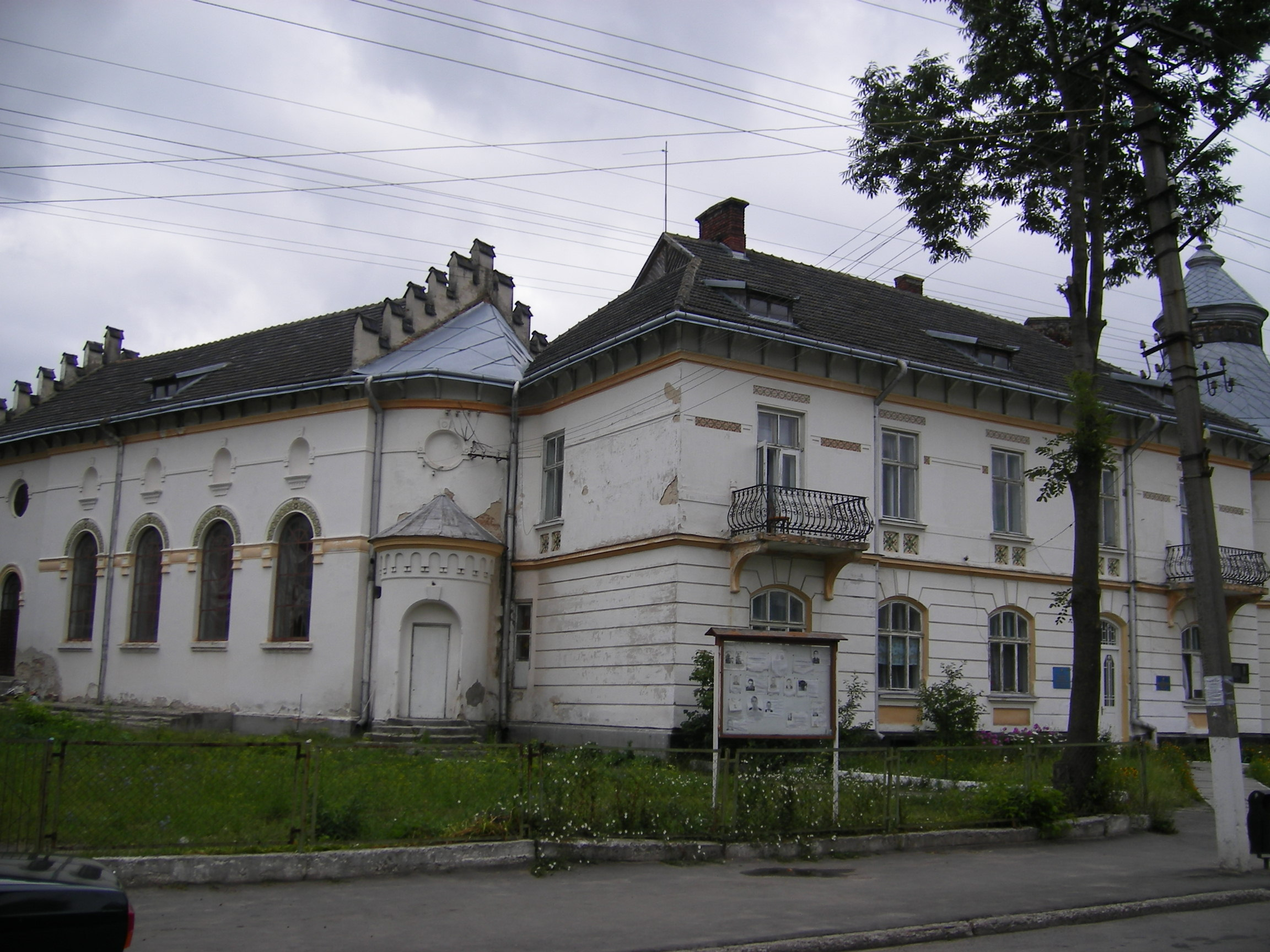
Una cantonada a Radékhiv.
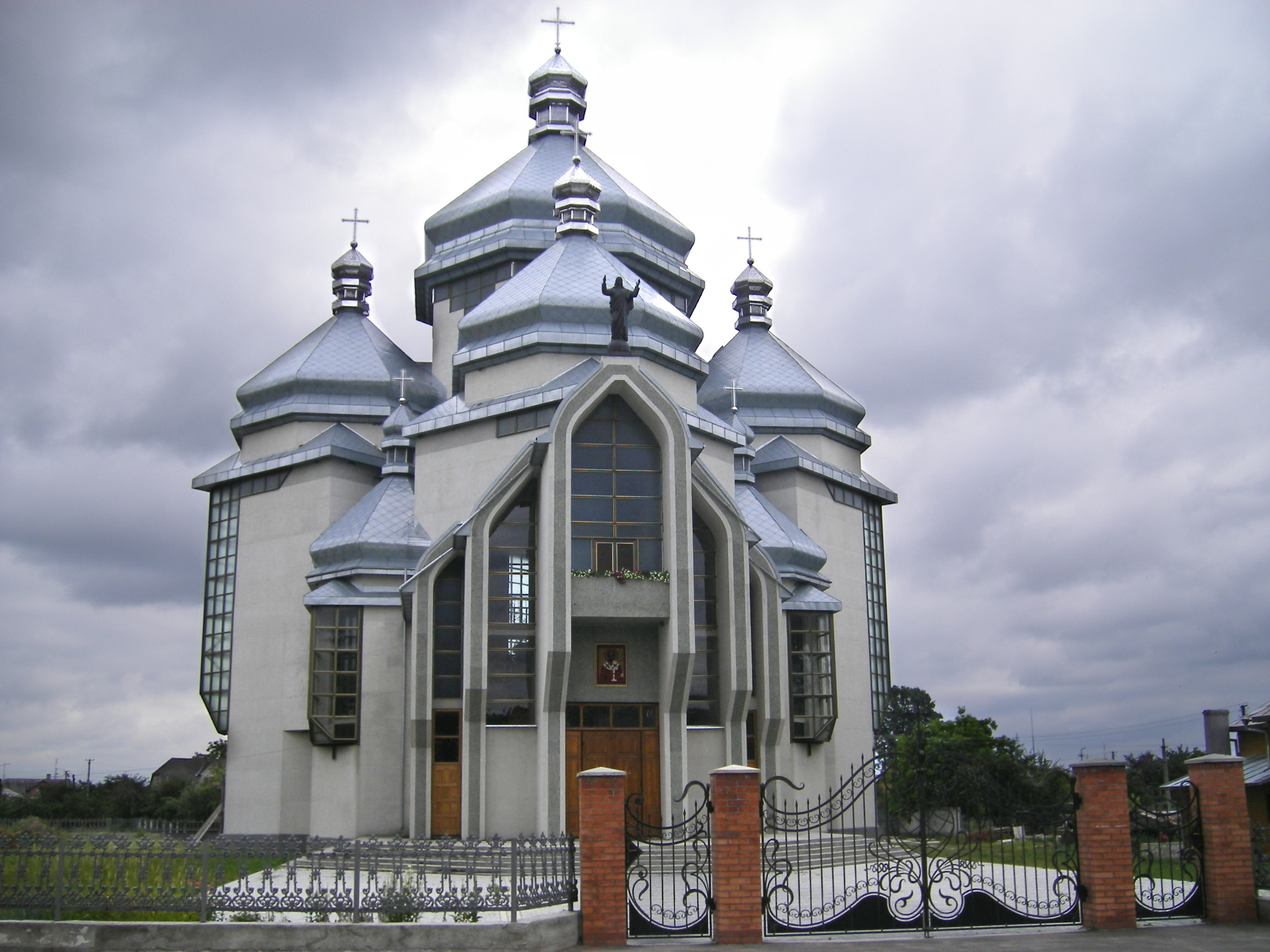
Església de nova planta a Radékhiv.
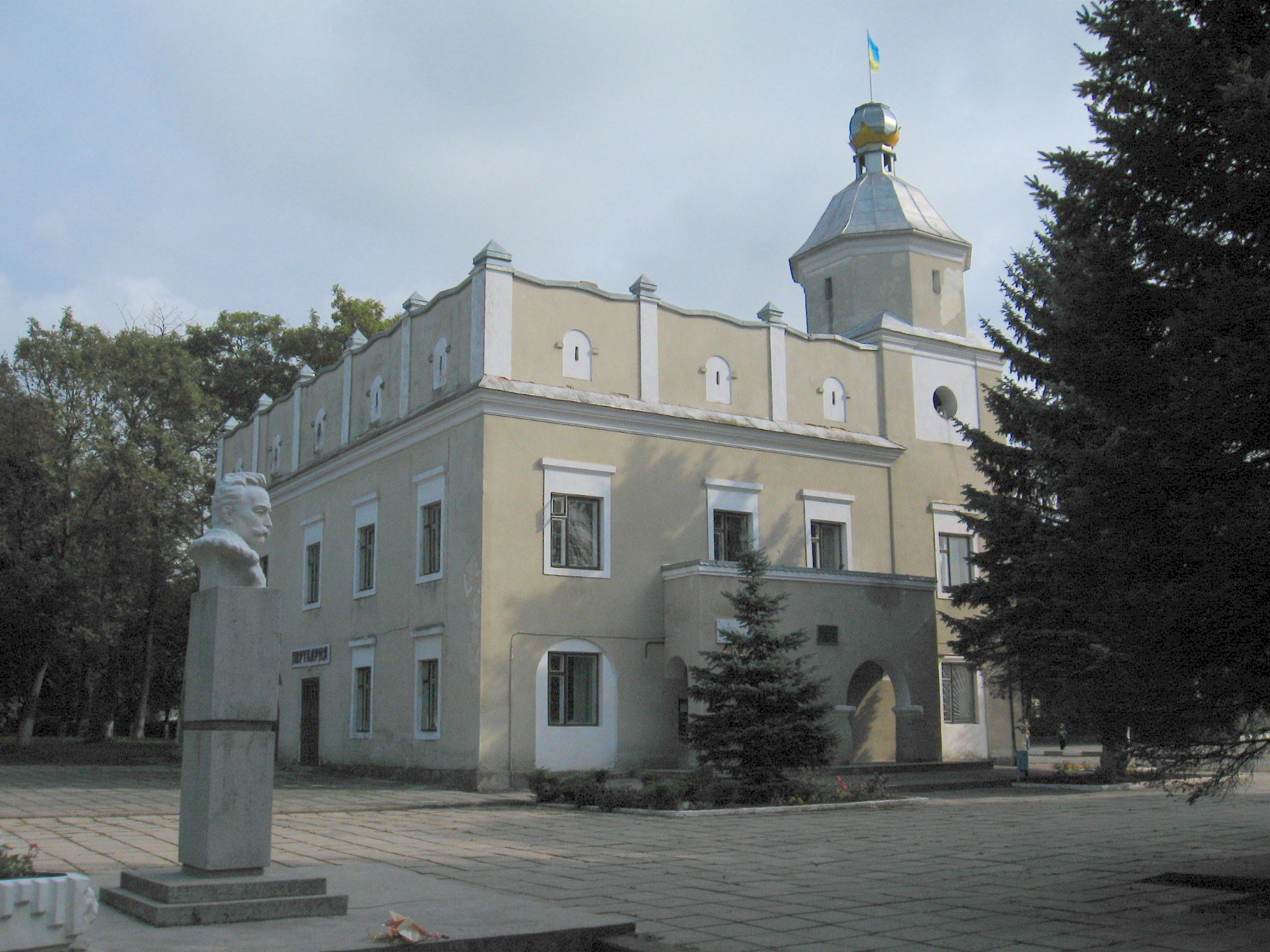
Ajuntament de Rudky i bust de l'escriptor ucraïnès, Ivan Frankó.
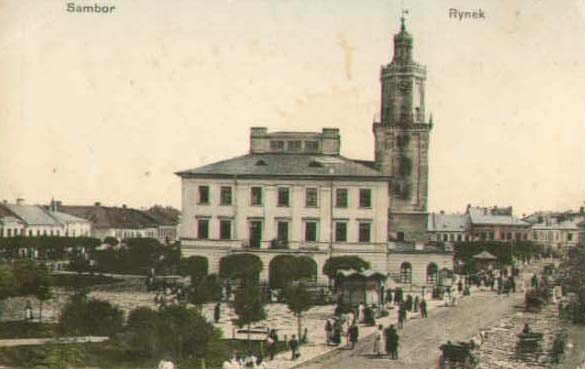
Dia de mercat a Sàmbir el 1901.
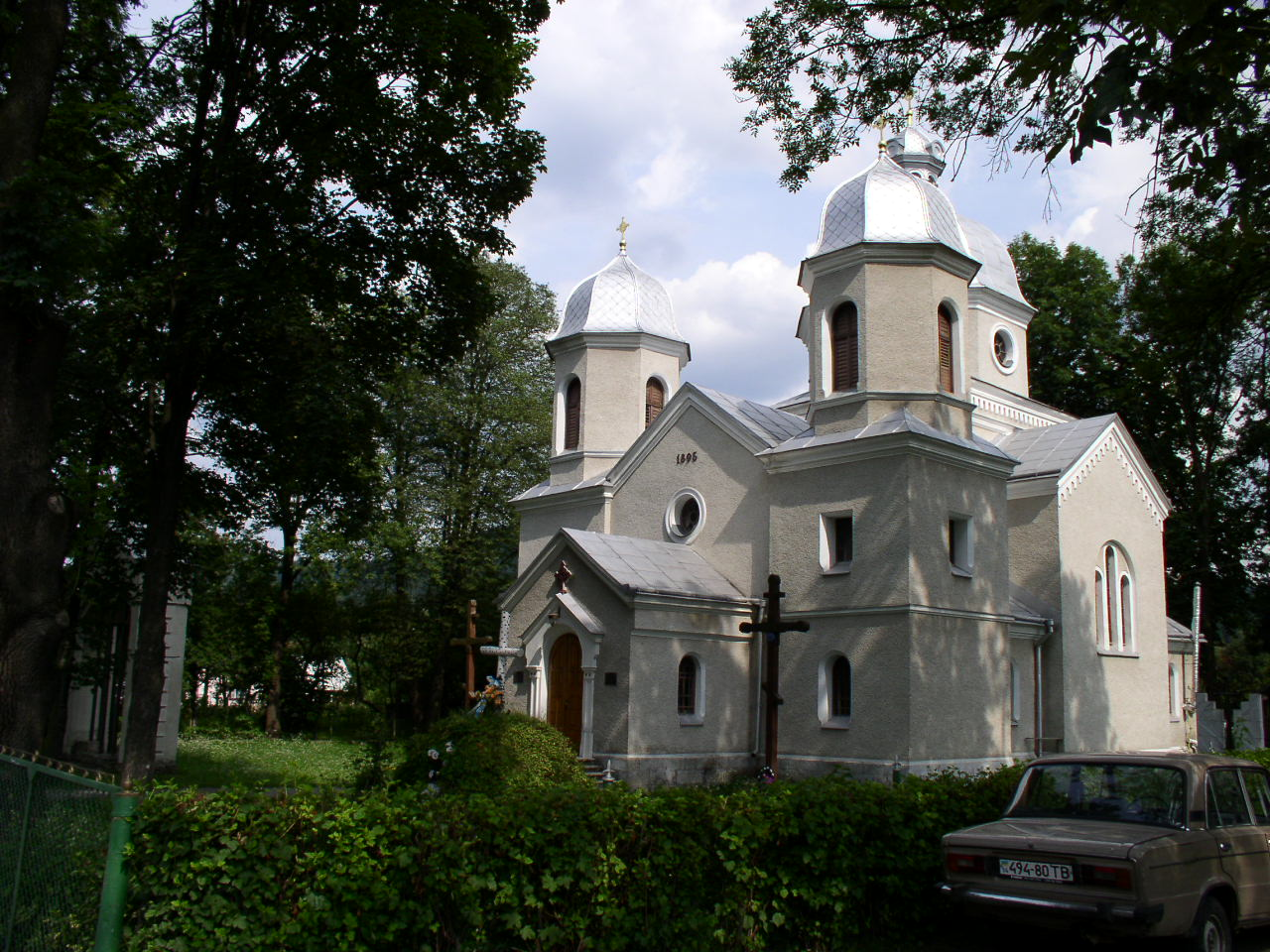
Església greco-catòlica a Skole.
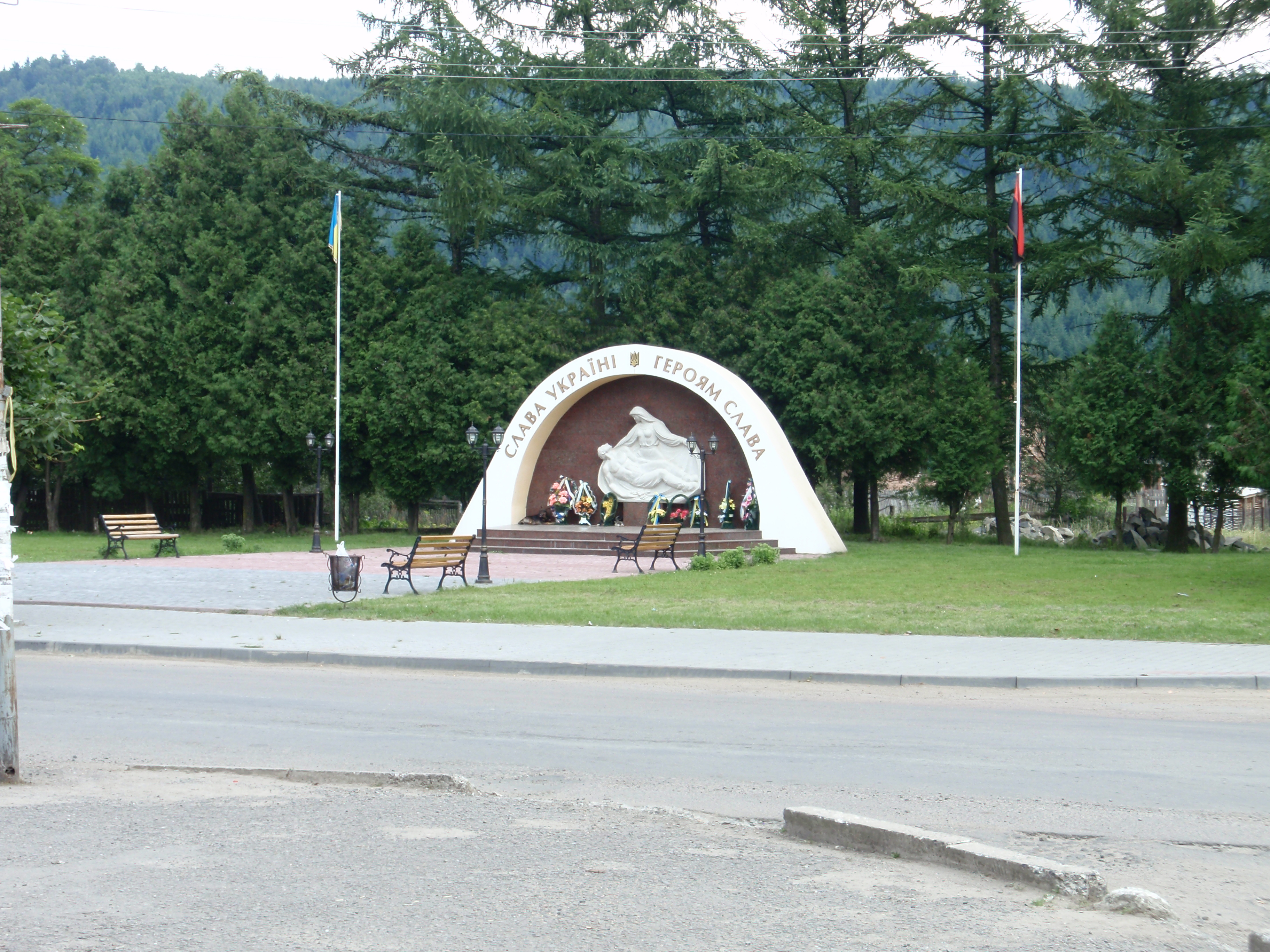
Memorial a l'Exèrcit insurgent ucraïnès (Українська повстанськаармія, УПА) que lluità per l'alliberament d'Ucraïna. A Skole.
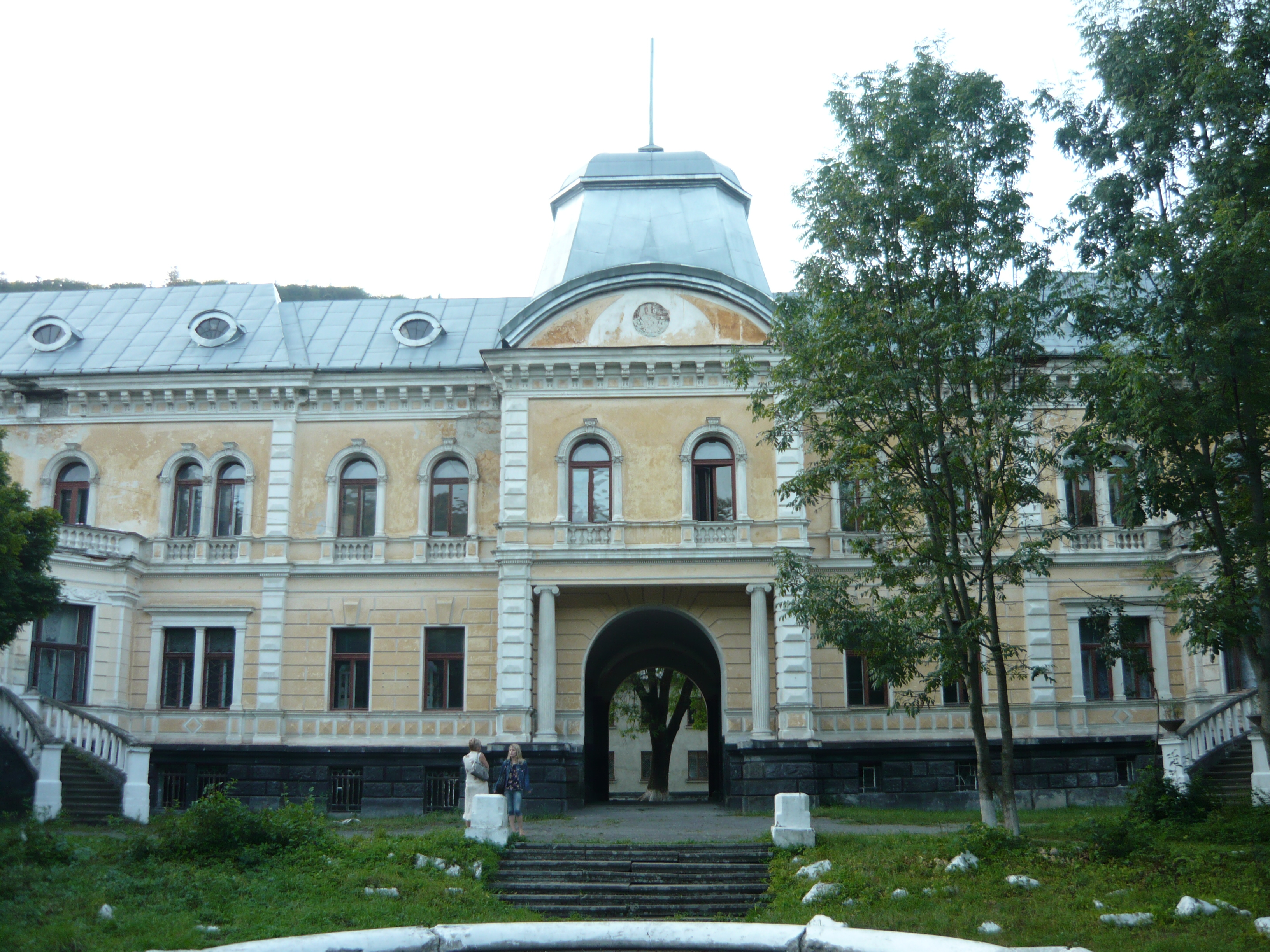
Palau dels Groedl a Skole.
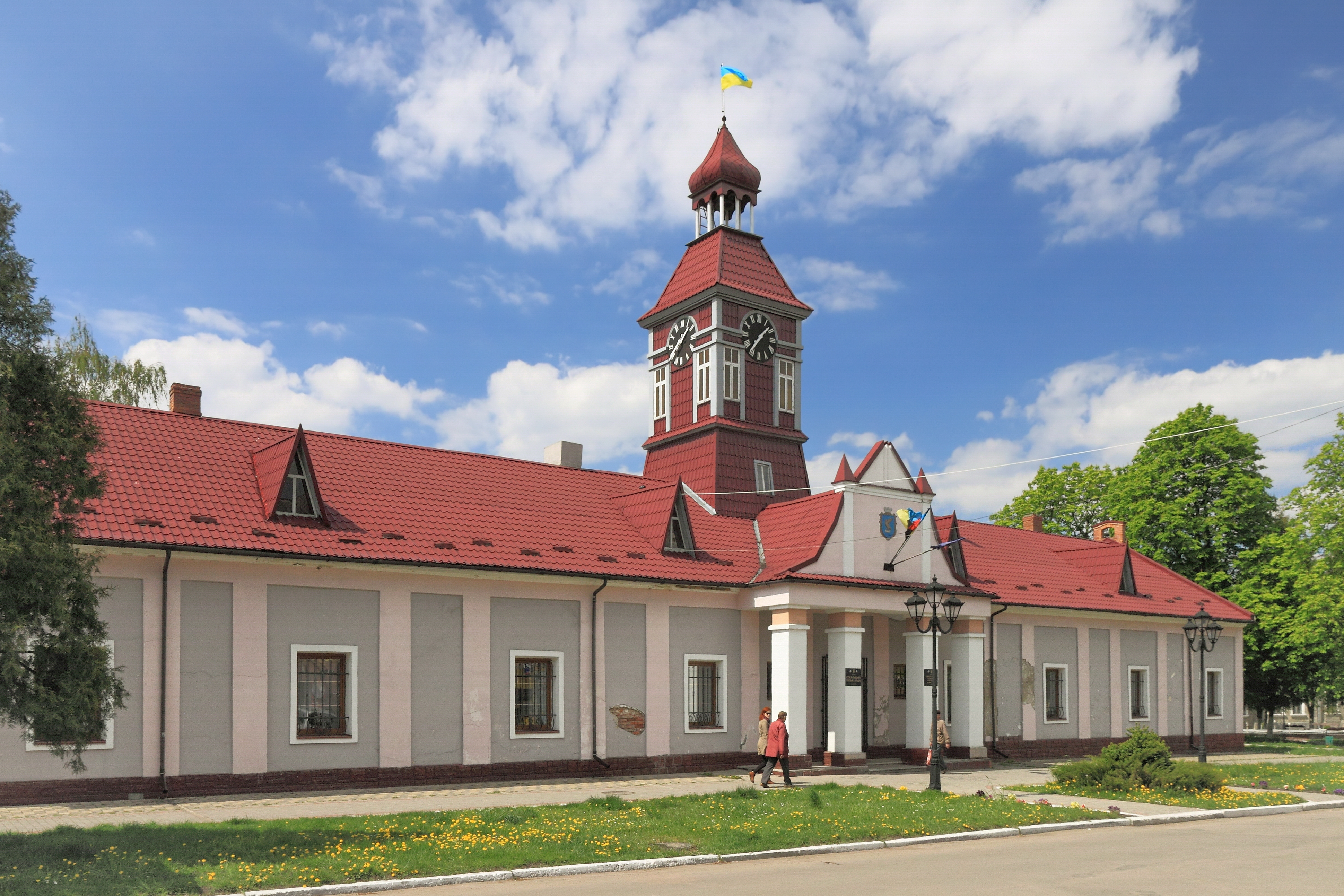
Ajuntament de Sokal.
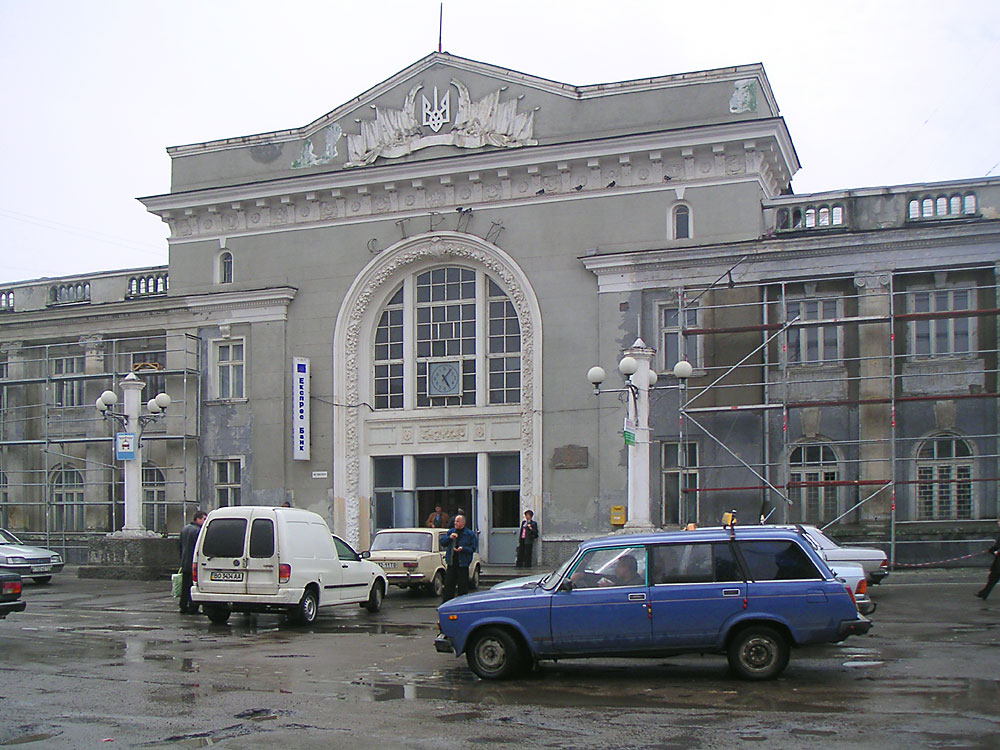
Estació de tren de Stri.
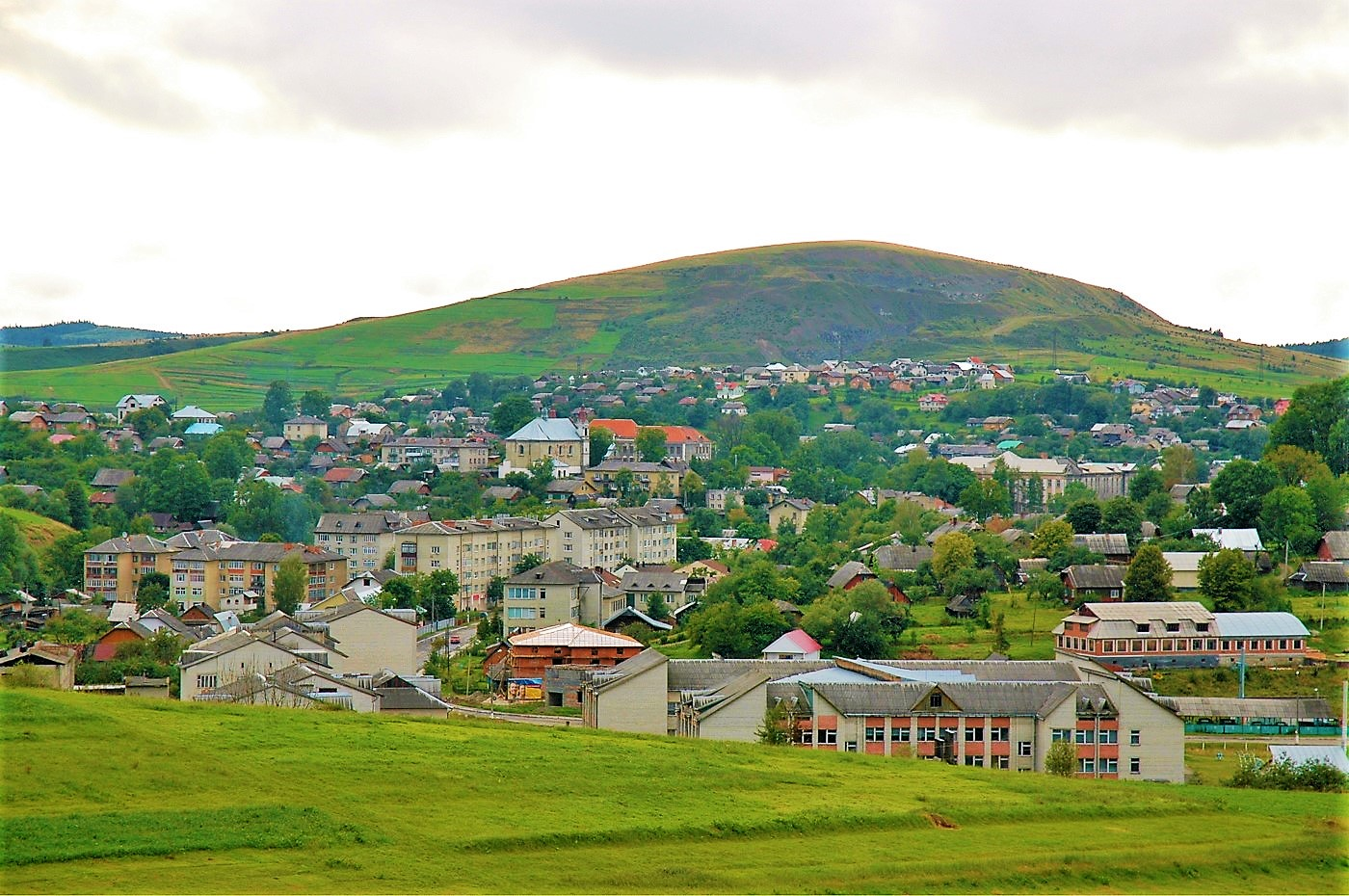
Vista panoràmica de Turka.
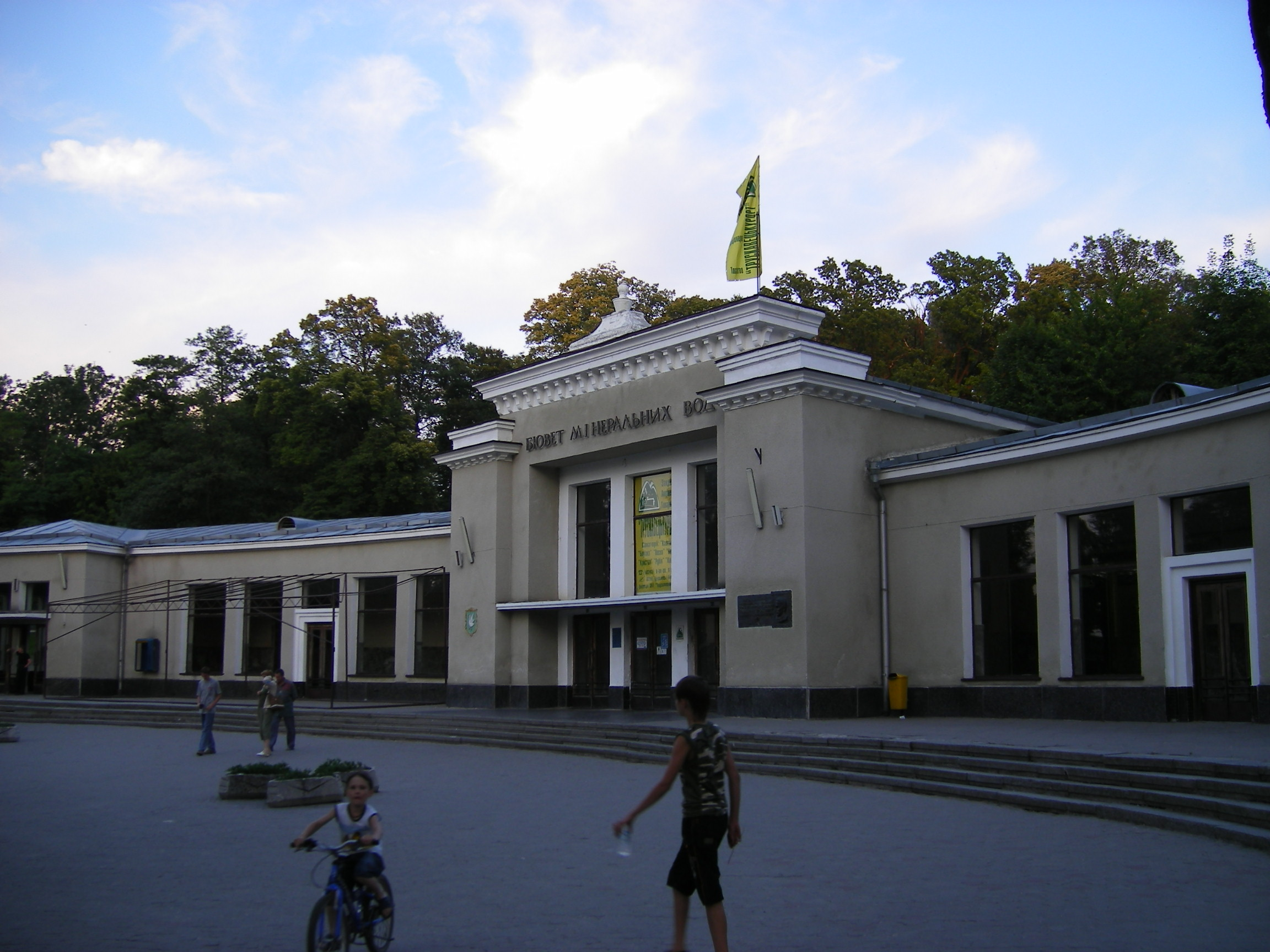
Balneari (o "biuvet") a Truskavets, possiblement municipal.
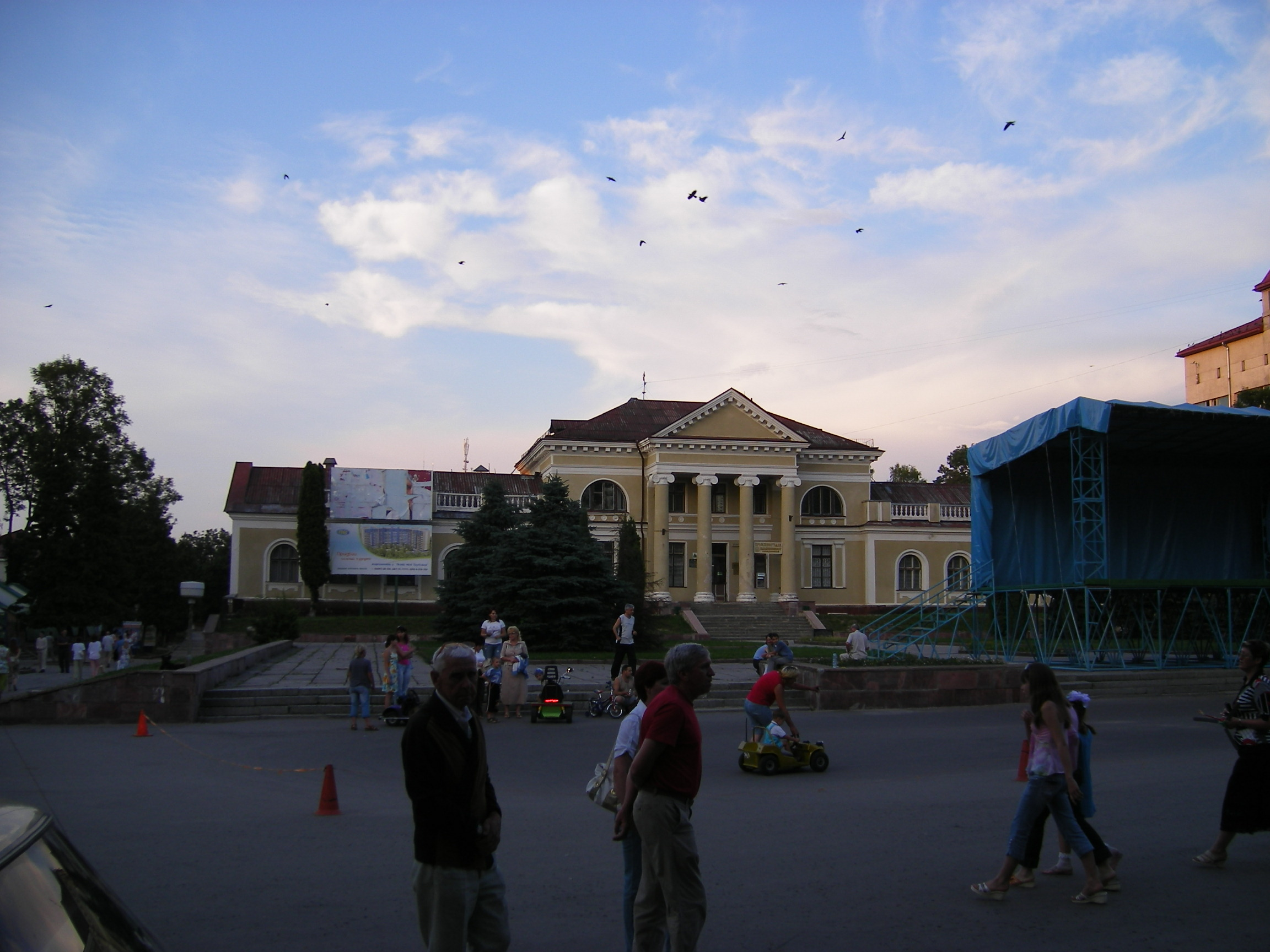
Plaça (major?) a Truskavets, amb l'ajuntament a segon pla.